# Escultura do Brasil

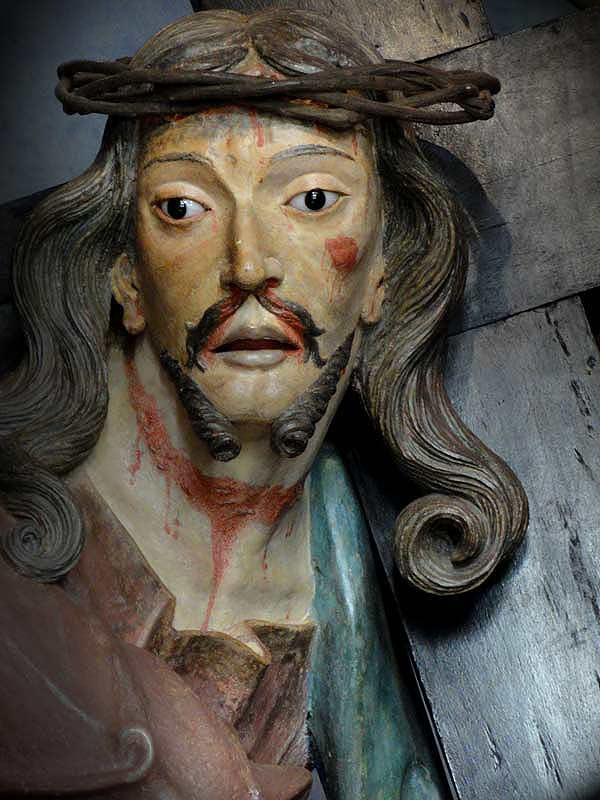
Aleijadinho: Detalhe do Cristo carregando a cruz, início do século XIX, parte de um grande grupo no Santuário do Bom Jesus de Matosinhos.

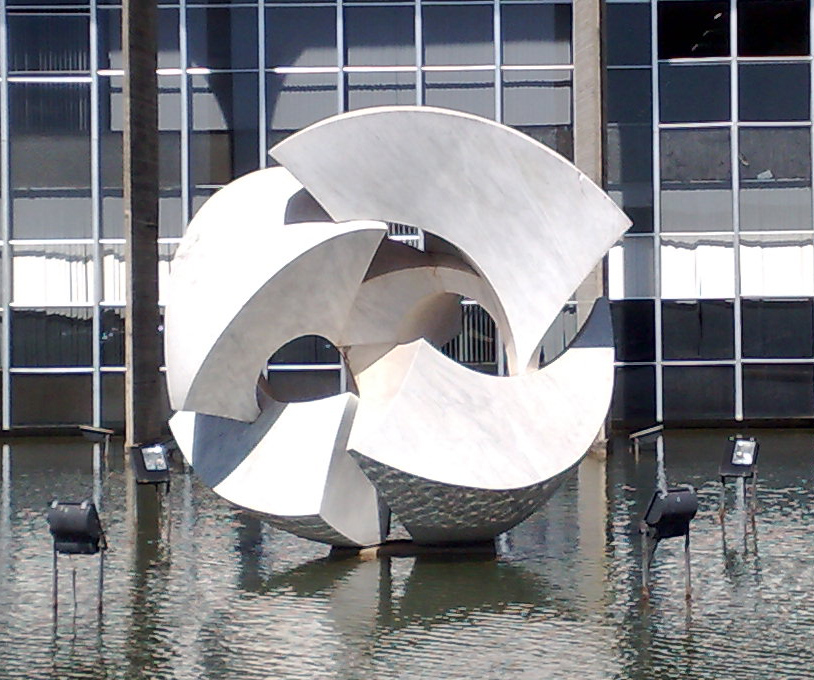
Bruno Giorgi: Meteoro, 1967-1968. Palácio do Itamaraty, Brasília.

A escultura no Brasil acompanhou as correntes estéticas que animaram o desenvolvimento desta arte em outros países do ocidente, especialmente os europeus, de onde vieram as principais influências que fecundaram o solo artístico brasileiro. Ao longo dos últimos 500 anos de sua história, o Brasil testemunhou florescimentos particularmente ricos da escultura nos períodos Barroco, com um estilo geral unificado, e a partir do Modernismo, quando predomina a diversidade.
A arte da escultura se firmou no país primeiro pela força da religião, manifestando-se quase sempre no terreno da estatuária devocional, sendo parte importante no culto Católico. Depois de um início naturalmente tímido e amador, ao longo dos difíceis anos de conquista e povoamento do território pelos portugueses, uma época de lutas sangrentas e asperezas de todas as ordens, quando o Brasil iniciou uma fase de consolidação socioeconômica e relativo avanço civilizatório, entre fins do século XVII e o início do século XVIII, a escultura brasileira viria a ganhar inúmeros adeptos, incluindo muitos mestres altamente qualificados, expressando-se em um estilo Barroco, então a corrente dominante na arte europeia, incluindo na lusa, sempre a grande referência. Paralelamente, desenvolveu-se com grande riqueza a escultura aplicada, na forma do entalhe decorativo em estruturas arquitetônicas, como a talha dourada das igrejas e os adornos em relevo em fontes públicas e fachadas, ou como elemento integrante de mobiliário e outros objetos utilitários.
Este ciclo perdurou com crescente solidez estética e técnica e abundância produtiva até o início do século XIX, sempre baseado num sistema de produção corporativo, onde o anonimato e o trabalho coletivo e semi-artesanal eram a regra. Este quadro viria a mudar acompanhando uma série de mudanças sociais, administrativas e culturais na nação em vias de formação, mas ainda uma colônia. Dois marcos foram fundamentais neste processo de transição: a transferência da corte portuguesa para o Brasil, fugindo de Napoleão, situação que acabaria levando o Brasil à independência de Portugal, e a atuação da Missão Artística Francesa, que sintetizou a corrente neoclássica, a grande voga cultural na Europa neste período, e introduziu a metodologia acadêmica, o mais gabaritado padrão de ensino sistematizado e de nível superior praticado no Velho Mundo, ao organizar a Escola Real de Ciências, Artes e Ofícios. O impacto entre dois universos tão distintos foi trabalhoso, gerou muitas resistências, disputas e mesmo prejudicou a expansão da arte escultórica no país por quase toda a primeira metade do século XIX.
Na maturidade de Dom Pedro II a antiga Escola Real, ora Academia Imperial de Belas Artes, passou a centralizar todos os avanços artísticos de um país que ansiava pela modernização e queria ter uma arte que o representasse dignamente no concerto das nações progressistas e liberais. Consolidava-se o sistema acadêmico, baseado na imitação dos mestres consagrados, e se iam incorporando novidades estéticas, como o Romantismo e o Realismo, ao estilo neoclássico dominante, gerando uma arte eclética. No entanto, a escultura sempre ficou em segundo plano, sendo ofuscada pela pintura, a "grande arte" da época, e por isso deu relativamente poucos frutos de maior qualidade. No fim do século XIX, sob a influência de novas ideias, novas tecnologias e novos hábitos de vida, a escultura nacional se veria revigorada, ampliando-se o número de praticantes e as aplicações da arte. Mas, ao mesmo tempo, uma profunda crise de valores agitava a cultura de todo o ocidente.
Surgia o Modernismo, uma contestação maciça do cânone acadêmico e de tudo que significasse autoridade e tradição, em nome da liberdade de pesquisa e da individualidade criativa. Desde então o panorama se pulverizou em uma enorme quantidade de tendências estéticas, absorveram-se, com marcada veia experimental, materiais e procedimentos jamais cogitados por escultores acadêmicos, perderam-se os limites nítidos entre as categorias artísticas, o próprio conceito de escultura, antigamente baseado no entalhe e na modelagem, foi largamente ampliado para abranger todos os aspectos relacionados à tridimensionalidade, à espacialidade e à temporalidade, elaborou-se todo um novo discurso teórico e um novo enquadramento sócio-político-econômico, e pluralidade se tornou a palavra de ordem dos contemporâneos, com uma produção que vem ganhando crescente reconhecimento internacional.

## Povos indígenas
|                                                                                  |  |                                                                                          |
| Urna funerária marajoara, c. 1000-1250 d.C., American Museum of Natural History. |  | Vaso da cultura Santarém. Museu de Arqueologia e Etnologia da Universidade de São Paulo. |

Não há registro de que os povos indígenas nativos do Brasil tenham se dedicado à escultura com especial ênfase, embora a arte não deixasse de ser importante em sua sociedade. Há relativamente pouco material arqueológico antecedendo a descoberta do Brasil disponível para estudo, o que torna difícil determinar exatamente qual o papel da escultura nas comunidades indígenas tradicionais em tempos mais remotos. Em geral parece que produziram peças de pequenas dimensões, retratando ídolos e animais, que serviam como amuleto ou estavam relacionadas ao seu culto religioso, portando significados específicos e podendo veicular poderes mágicos, mas objetos semelhantes também podiam funcionar como brinquedos.
Na Amazônia se tornaram famosos os muiraquitãs, amuletos em forma de sapo entalhados em pedras diversificadas, como o jade, o talco, a ametista, o quartzo, a serpentina e a amazonita, indicando uma versátil capacidade de trabalhar materiais de dureza muito diferente através de um instrumental também variado, que incluía serras, pedras de polir e raspadores. Alguns elementos escultóricos também são encontrados em ornamentos corporais como máscaras, ou em objetos utilitários, como bancos em madeira e vasos cerâmicos, a exemplo das culturas Tapajós, Santarém e sobretudo Marajoara, que deixaram um rico legado de vasos e urnas fúnebres com formas escultóricas de grande apuro formal e força expressiva. Praticamente nada desta tradição aborígene se incorporou à arte escultórica brasileira de inclinação erudita que se desenvolveu mais tarde, a não ser algumas técnicas de tingimento de cerâmica com pigmentos naturais, como o tauá e a tabatinga, aproveitadas pelos primeiros colonizadores brancos.

## Tradição colonial

### Origens

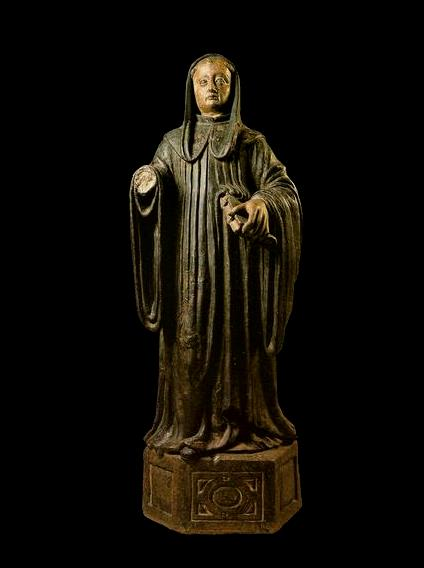
Santo Amaro, século XVII. Obra de Agostinho da Piedade no Museu de Arte Sacra de São Paulo.

As primeiras notícias de esculturas na tradição europeia no Brasil datam do final do século XVI, quando algumas vilas já se haviam estabelecido no litoral e se iniciava a construção de templos e edifícios públicos. Neste período inicial, assinala-se que João Gonçalo Fernandes, o primeiro escultor identificado em atividade no Brasil, produziu obras na década de 1560. Devido à carência geral de condições próprias para o florescimento artístico, a maior parte das peças ainda era importada da Europa, especialmente de Portugal, a metrópole colonizadora.
Grande parte da atividade escultórica se limitava aos trabalhos de talha decorativa em madeira e, em menor grau, em pedra. Um dos primeiros nomes dignos de lembrança no século XVII como entalhador de refinado talento é o Frei Domingos da Conceição da Silva, que trabalhou no Mosteiro de São Bento, no Rio de Janeiro. Os mosteiros e colégios religiosos, aliás, mantidos por missionários jesuítas, franciscanos, beneditinos, carmelitas, com membros talentosos que haviam sido preparados na Europa, foram os grandes centros de produção artística nos tempos primitivos da colonização.
Também se iniciou alguma atividade na estatuária devocional, onde a primeira figura a se destacar foi o Frei Agostinho da Piedade, deixando criações de serena beleza e grande sensibilidade, já apontando para o Barroco mas ainda devedoras do espírito de equilíbrio e sobriedade renascentista, num estilo transicional chamado Maneirismo que seria praticado até meados do século XVII, com um significativo atraso em relação à cronologia europeia. Frei Agostinho da Piedade é considerado o fundador da escultura nacional. Outro nome importante é o do Frei Agostinho de Jesus, também produzindo obra de grande qualidade em estilo semelhante e, também como o outro, produzindo na técnica do barro cozido. Poucas obras desta fase inicial sobrevivem.

### O Barroco
Nos séculos XVII e XVIII, com o avanço dos colonizadores em direção ao interior do país, fundando novas cidades e novos mercados, e com a relativa estabilização da economia levando a um rápido crescimento dos povoados mais antigos no litoral, paralelamente à descoberta de grandes riquezas em ouro e diamantes, houve condições para que a arte recebesse maior atenção, e a escultura, em suas variadas manifestações, floresceu de forma notável, e quase sempre no terreno sacro. Isso se deve à ausência de uma corte na colônia, que patrocinou na Europa grandes obras profanas, e mesmo a classe governante ativa no Brasil não primou pelo interesse em arte senão em data muito tardia. Ao longo da maior parte do período colonial, os nobres portugueses e os altos oficiais não mostraram interesse em se radicar no Brasil, que para eles era apenas um sertão inóspito e longínquo, do qual gostariam de partir assim que terminassem suas funções oficiais, ou depois que tivessem enriquecido com a exploração da colônia. Com este espírito, a elite não ergueu palácios e mansões decorados com luxo como na Europa, pois o Brasil era uma terra de permanência temporária. Mesmo os colonos das classes inferiores comumente mantinham o mesmo espírito, sempre com os olhos postados em Portugal. Diferente foi o caso das ordens religiosas, pois seus templos e conventos eram obras destinadas a durar, e de acordo com o costume do tempo, mereciam uma decoração suntuosa, até onde permitissem as possibilidades econômicas de cada local.
Numa cultura fortemente marcada pela influência da religião, o catolicismo barroco, com seu apelo aos sentidos físicos como instrumentos de transcendência e sua pedagogia de índole emocional e cenográfica, forneceu o pretexto perfeito para que se gastassem elevadas somas em feéricas decorações de templos, conventos e mosteiros, tanto para melhor honrar a glória do Criador como, didaticamente, para dar meios visíveis, aos fiéis ignorantes, para que pudessem elevar seus pensamentos, através da beleza e da teatralidade das figuras de santos em cenários evocativos, em direção às coisas divinas, e inspirar à piedade, ao arrependimento, ao amor e à devoção.
Com aqueles objetivos, além da estatuária convencional começou a se popularizar uma forma especial conhecida pelo nome de estátuas de roca, com membros articulados e vestidos de tecido. Eram esculpidas apenas parcialmente, nas partes do corpo que ficavam visíveis como a cabeça, mãos e pés. Este gênero nasceu para um uso claramente cenográfico, tinham a função de marionetes para serem manipuladas em representações de mistérios sacros ou nas procissões, sendo colocadas em cenários ou sobre carros decorados construídos para cada ocasião, e assumiam posturas diversas de acordo com o progresso da ação cênica piedosa que se desenvolvia.

#### A arte missioneira
Neste período, isolados do resto do país por estarem em uma área na época sob domínio espanhol, se formaram ativos centros culturais na região sul por obra dos padres Jesuítas, fundadores de diversos aldeamentos para indígenas, as chamadas Missões. Nestes locais se desenvolveu rica tradição de escultura e talha, ao par do cultivo de outras artes, e criou-se um importante acervo de obras, hoje preservadas em museus e coleções particulares, especialmente no Museu das Missões, dedicado exclusivamente a esta produção de características únicas, mesclando referências eruditas europeias e outras tiradas da iconografia indígena. A autoria deste acervo é obscura, grande parte é provavelmente trabalho coletivo de índios orientados por missionários; sabe-se que atuaram como mestres principalmente os padres Giuseppe Brasanelli, Francisco Ribera, Anselmo de la Matta e Anton Sepp, a quem se pode supor que pertençam alguns dos exemplares mais sofisticados.

#### Os centros principais
À parte o foco isolado das Missões no sul, não integrado à esfera portuguesa, e apesar da expansão da civilização e da cultura por novas áreas, os principais centros produtores e consumidores de arte ainda eram os do Nordeste - Salvador, Recife e Olinda - e em menor grau o Rio de Janeiro, São Paulo e Goiás. É preciso assinalar que a presença de estatuária de origem portuguesa no período colonial foi sempre expressiva, sendo constantemente importada da metrópole, pois era preferida pelos ricos pelo seu melhor acabamento e expressividade, e este grande grupo de obras, ainda visível em inúmeras igrejas brasileiras, foi modelo para a produção mais artesanal da terra.
A produção local cresceu imenso. A maciça maioria das obras que nos chegaram desta fase permanece anônima, e expressiva parcela evidencia ter saído de mãos do povo, sem grande educação no ofício, já que a expansão da demanda por estatuária não foi acompanhada pelo surgimento de escolas oficiais ou sequer havia grande número de mestres ilustres, e o aprendizado do artista-artesão brasileiro se deu muitas vezes pela simples observação e cópia de modelos europeus que encontrava em algum altar importante. Mesmo assim esta produção, ainda um pouco tosca e ingênua se comparada aos protótipos eruditos europeus, se destaca exatamente por compensar suas deficiências formais através de uma criatividade exuberante e por contribuir para a formação de uma sensibilidade tipicamente brasileira. Entre os pouquíssimos autores conhecidos do século XVII estão José Eduardo Garcia, português, e Francisco das Chagas, o Cabra, ambos ativos em Salvador.
Desse modo, no Brasil, a arte sacra popular se desenvolveu em um contexto de sincretismo religioso, onde elementos do catolicismo se misturaram com práticas indígenas e africanas. Essa fusão resultou em uma arte profundamente original, que não apenas adorna espaços religiosos, mas também desempenha um papel fundamental na vida espiritual das comunidades. Assim, a circularidade de trocas simbólicas entre diferentes segmentos sociais enriqueceu essa forma de arte, tornando-a um reflexo das complexas relações sociais e culturais do país. A escultura no Brasil pode ser caracterizada a partir de dois pontos de vista: a raiz popular, vernacular, e a vertente ligada às escolas europeias.
Por volta da metade do século XVIII, com a sedimentação da cultura nacional e a multiplicação de artífices cada vez mais capazes, nota-se um crescente refinamento nas formas e no acabamento das imagens, e logo aparecem imagens de grande expressividade, como uma Nossa Senhora das Mercês paulista, hoje na Casa Paroquial de São Luiz em Piratininga, uma série de pequenos Meninos Jesus baianos, preservados no Museu dos Presépios de São Paulo, a estatuária nos altares da Basílica de Nossa Senhora do Carmo em Recife, e diversas outras. Salvador em especial tornou-se um centro exportador de estatuária para os mais distantes pontos do Brasil, incluindo-se uma interessante produção de miniaturas, sendo encontradas peças com características tipicamente baianas em locais tão afastados entre si como Goiás, Santa Catarina e Maranhão, criando uma escola que pouco deu-se conta do Neoclassicismo no século XIX e não conheceu solução de continuidade senão com o advento da industrialização em massa de objetos de devoção em gesso no século XX. O principal nome na escola baiana é o de Manuel Inácio da Costa.

#### A escola mineira
Neste período os grandes centros citados antes consolidam sua posição de dominância, mas ao mesmo tempo aparecem outros que se desenvolveriam de modo igualmente brilhante. Destes sem dúvida o mais significativo seria o das Minas Gerais, que nasceu em função da descoberta de ouro e diamantes na região de Ouro Preto, Diamantina, Sabará e Congonhas do Campo. Nestas cidades e em muitas outras do estado foram erguidos inúmeros templos, já num estilo rococó, célebres por sua decoração extraordinariamente rica e sofisticada, e ali apareceu o primeiro escultor brasileiro de estatura artística realmente elevada, o Aleijadinho, um dos marcos da arte nacional e maior representante da escultura barroca no Brasil.

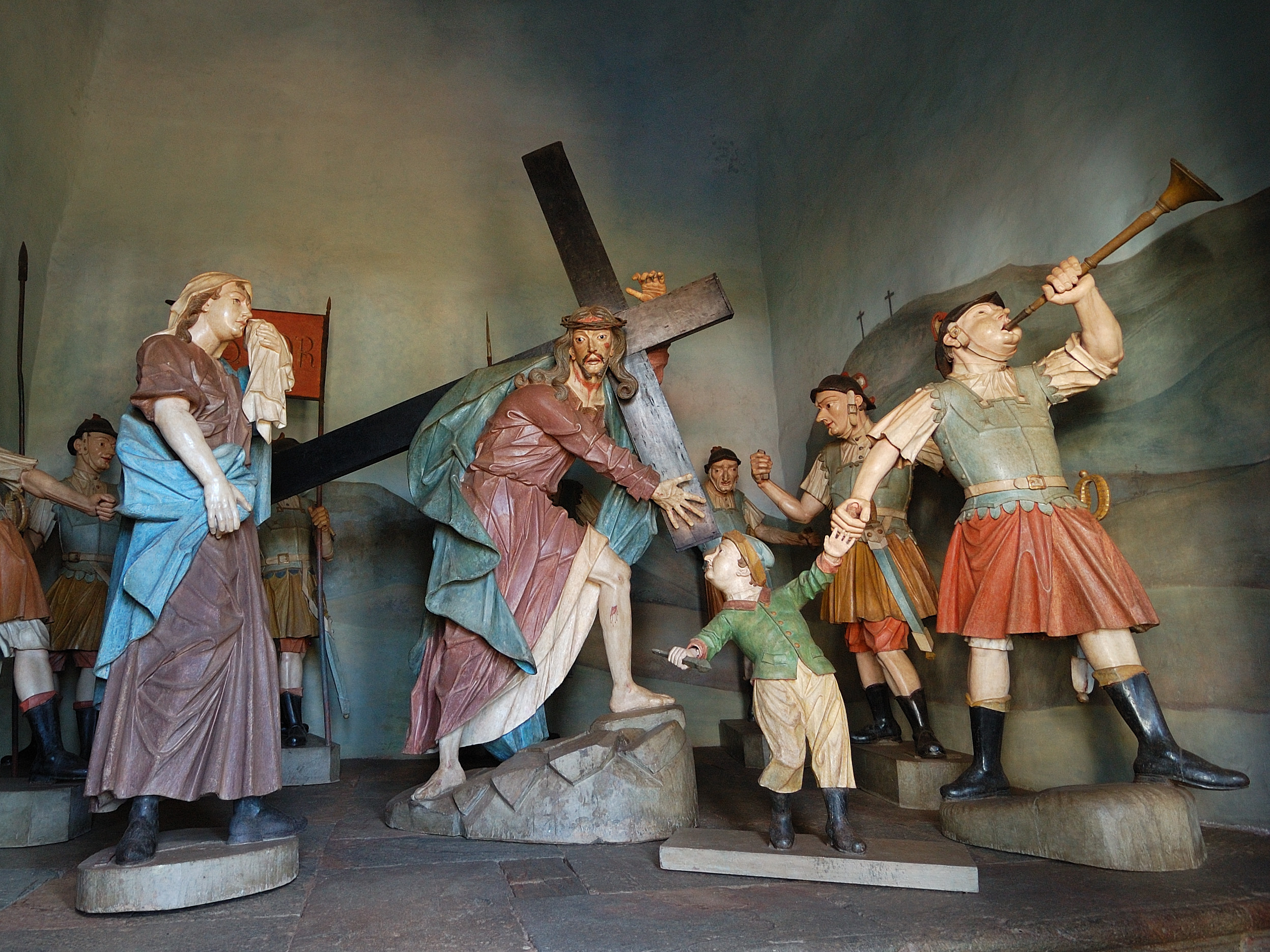
Aleijadinho: Cena do carregamento da cruz, no Santuário do Bom Jesus de Matosinhos. Os vários grupos dos Passos da Paixão de Aleijadinho, com estátuas em tamanho natural, representam o ápice da escultura barroca no Brasil.

Escultor, arquiteto e entalhador, Aleijadinho deixou trabalhos em um estilo inconfundível em várias cidades mineiras. Sua maior criação é o ciclo dos Passos da Paixão de Cristo, com 66 figuras em cedro que reproduzem o caminho do Gólgota, instaladas em capelas ao pé do Santuário do Bom Jesus de Matosinhos, em Congonhas. No adro da igreja, outro grupo escultórico, em pedra-sabão, representando 12 profetas, completa este conjunto que é uma das maiores obras-primas da escultura nacional de todos os tempos.
Se por um lado a riqueza extraída das minas favoreceu o florescimento de todas as artes, por outro, aspecto sintomático de uma situação de colônia, e peculiar mas não exclusivo ao caso mineiro, fez com que continuasse e mesmo aumentasse a importação de imagens estrangeiras, consideradas mais perfeitas e desejáveis, e os trabalhos mais destacados que ainda vemos em muitos altares nada têm de brasileiro, embora tenham desempenhado um papel central na determinação do estilo geral. Neste contexto compreende-se o motivo de a criatividade autóctone ter-se direcionado mais à esfera privada, nas inúmeras estatuetas de culto doméstico que ainda sobrevivem em grande número e cuja qualidade supera em muito o mero artesanato. Já para o fim do século são registrados alguns nomes: um certo Mestre de Piranga, Francisco Xavier de Brito e Francisco Vieira Servas.

#### A talha dourada e o mobiliário esculpido
Acompanhando o desenvolvimento da estatuária, a talha dourada também chegou a um alto nível de complexidade e refinamento, e permanece preservada in situ em uma profusão de templos coloniais. Dentre as inúmeras igrejas brasileiras afamadas por sua riquíssima decoração esculpida estão a Igreja de São Francisco, em Salvador, a Capela Dourada e a Basílica de Nossa Senhora do Carmo, em Recife, o Mosteiro de São Bento e o Convento de São Francisco em Olinda, o Mosteiro de São Bento, no Rio de Janeiro, e uma série de igrejas de Minas Gerais, especialmente a de Nossa Senhora do Ó em Sabará e a Igreja de São Francisco em Ouro Preto, todas profusamente ornamentados, um patrimônio do mais alto valor que em parte foi declarado Patrimônio da Humanidade pela UNESCO.
Também o mobiliário entalhado se disseminou e atingiu um nível de excelência em cadeiras, mesas, oratórios, arcazes, armários e bancadas, tanto para uso privado e secular como para provimento de conventos e sacristias.

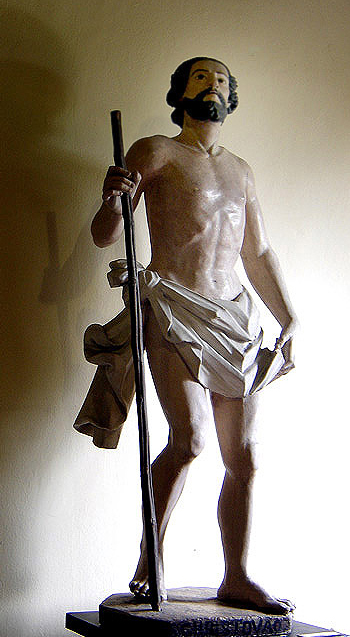
Santo não identificado, escola portuguesa. Museu de Arte Sacra de Pernambuco.
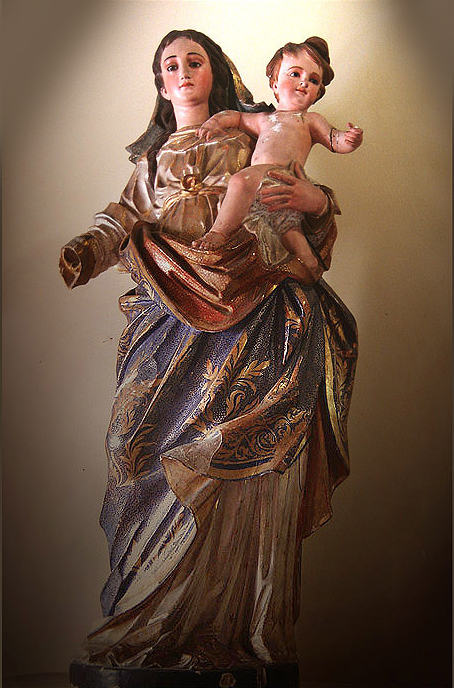
Nossa Senhora com o Menino, escola portuguesa. Museu de Arte Sacra de Pernambuco.
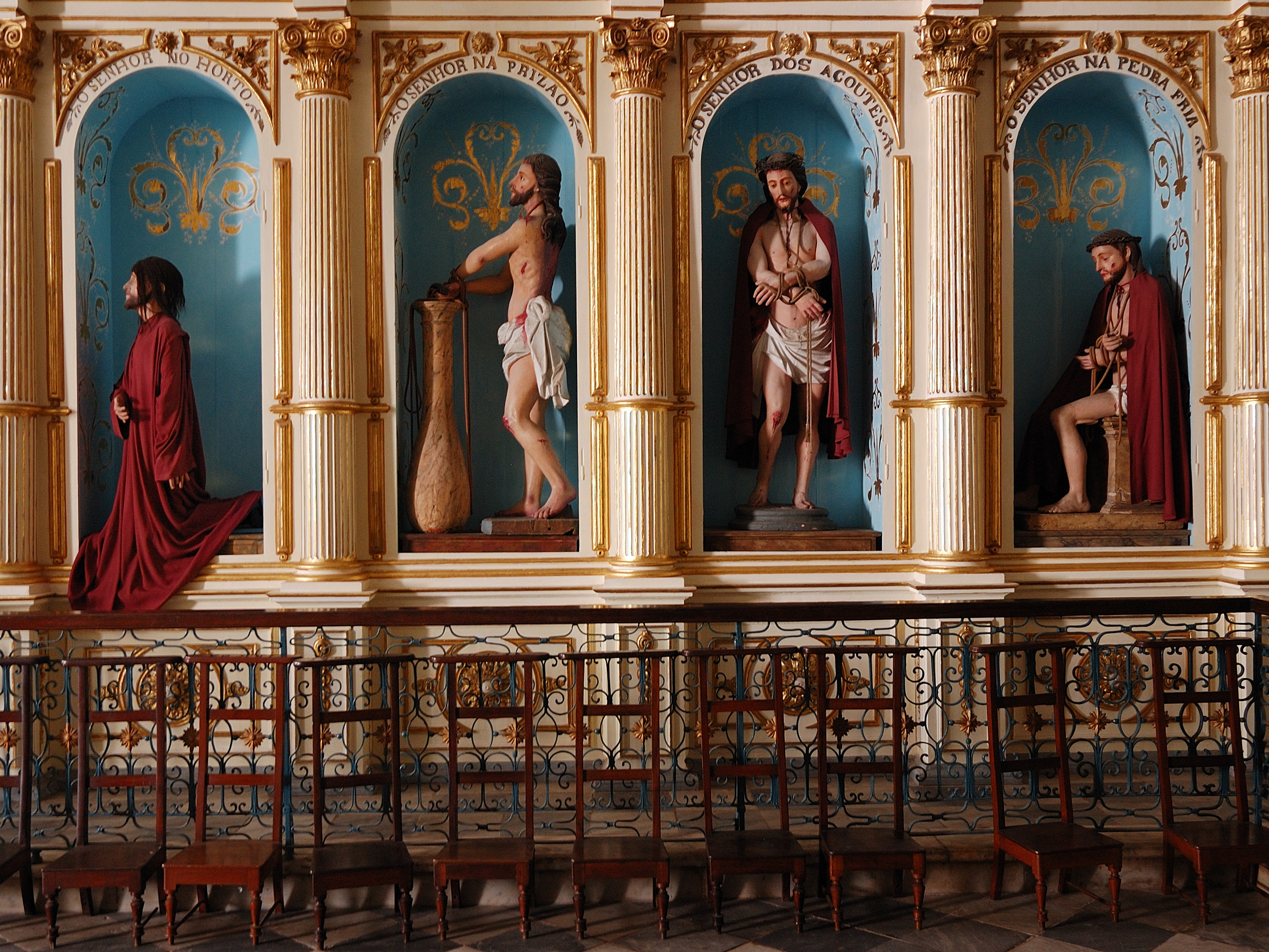
Grupo dos Passos da Paixão, Igreja da Ordem Terceira de São Francisco, Salvador.
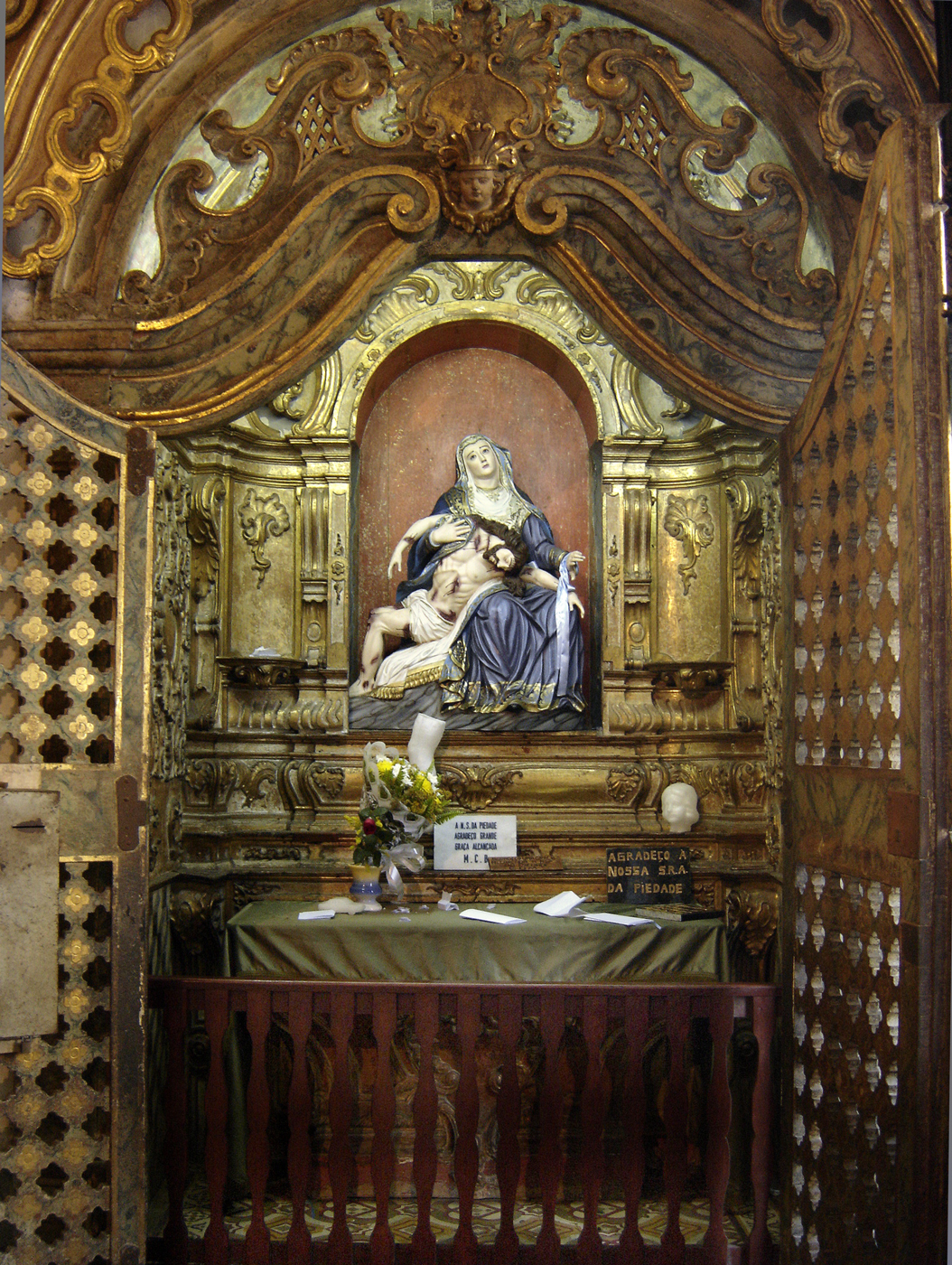
Nossa Senhora da Piedade, na Matriz de Santo Antônio, Recife.
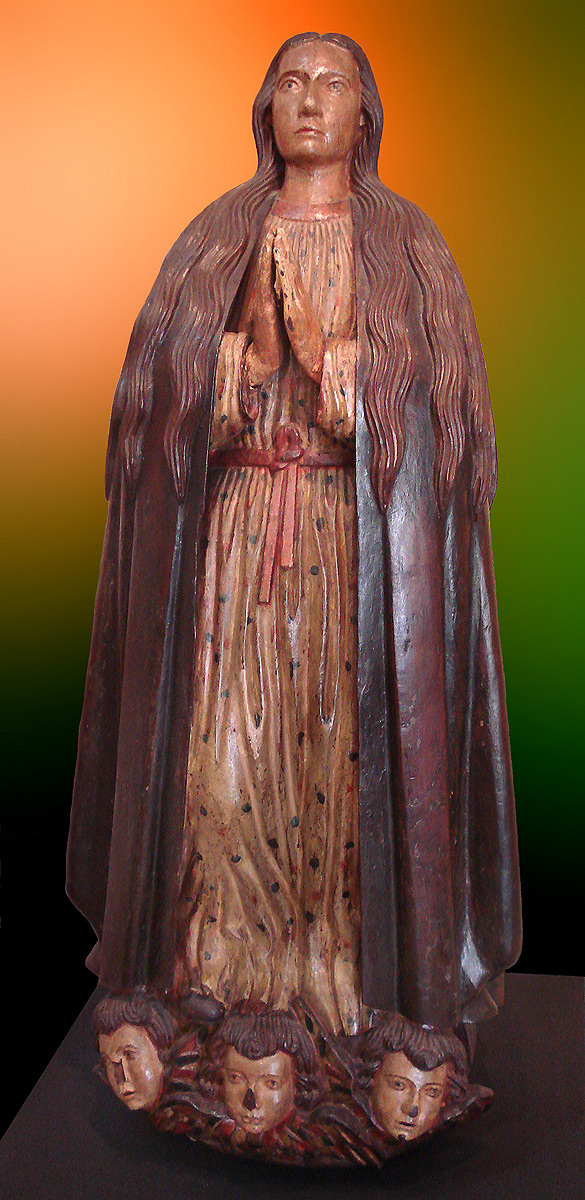
Nossa Senhora da Conceição, século XVIII, arte missioneira. Museu Júlio de Castilhos.

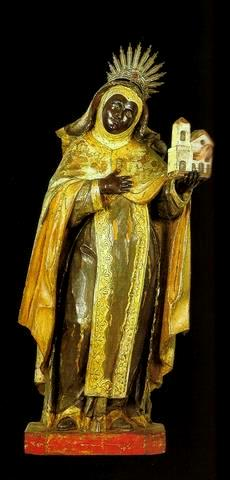
Santa Ifigênia, século XVIII, Museu Afro Brasil.
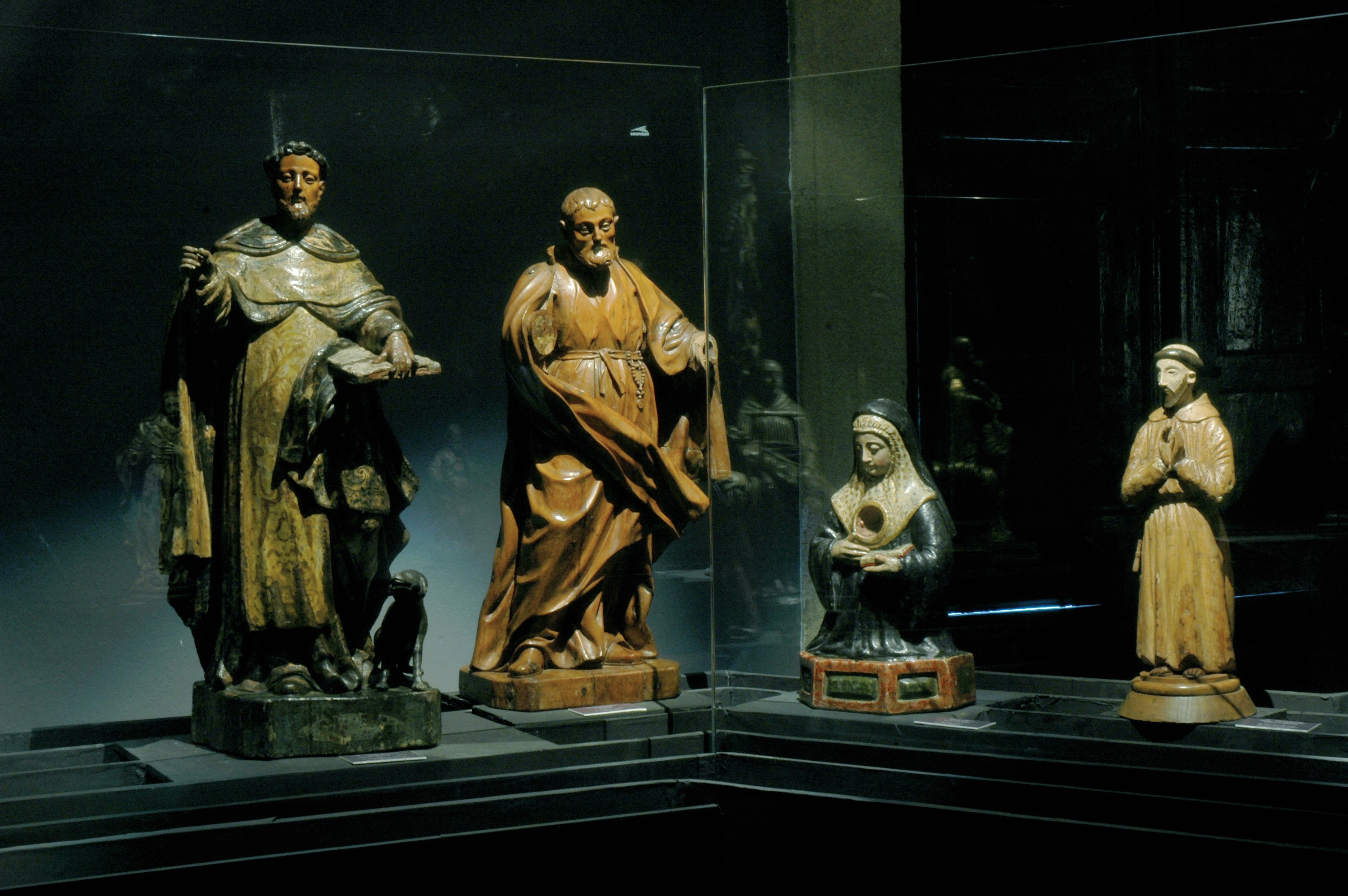
Várias imagens no Museu Abelardo Rodrigues.
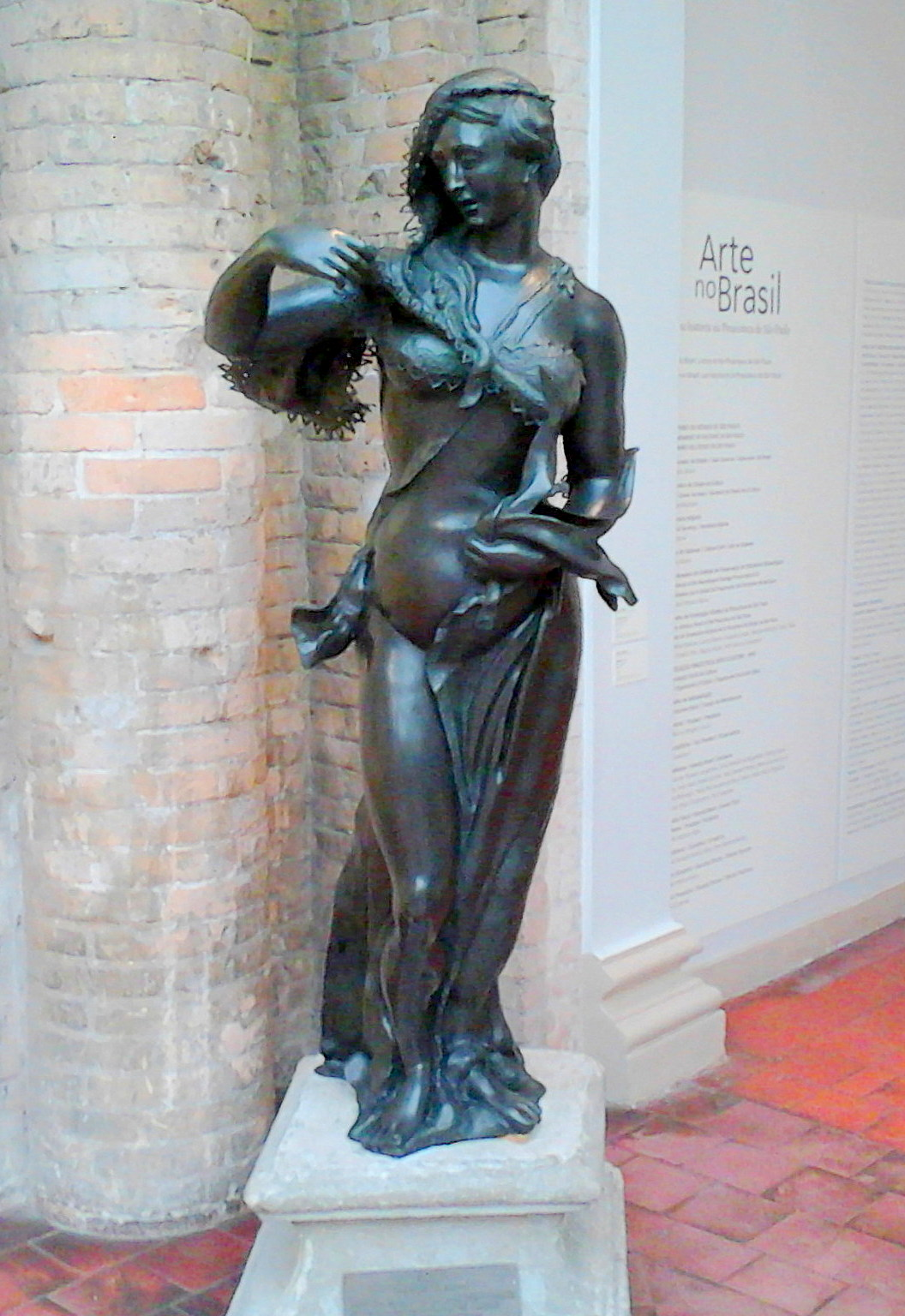
Mestre Valentim: Ninfa Eco, 1785. Pinacoteca do Estado de São Paulo.
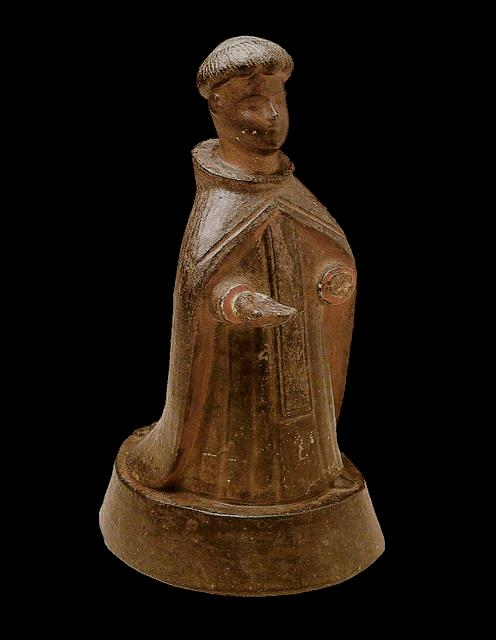
Paulistinha: Santo Dominicano, século XIX. Museu de Arte Sacra de São Paulo.
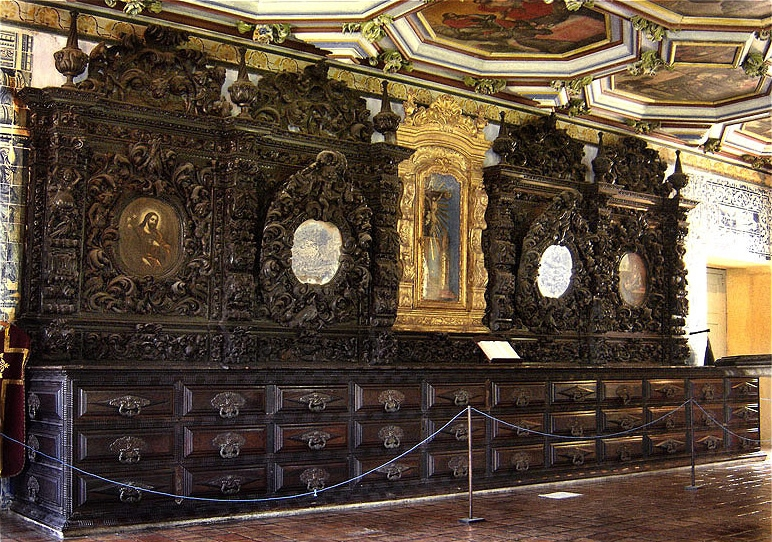
Arcaz na sacristia do Convento de São Francisco, Olinda.

#### Centros do Barroco tardio
Aleijadinho morreu em 1814, e com ele uma era, mas a tradição barroca, em descompasso com o que acontecia na Europa e mesmo no centro do país, perpetuou-se no Brasil até o início do século XX em regiões mais isoladas, alheias ao movimentos progressistas, e prosseguiu com certa força especialmente na Bahia, mas também no Rio Grande do Sul, São Paulo, Goiás e em vários pontos nordestinos. Significativamente, a madeira, material preferido no Barroco, vai sendo abandonada pelo mármore e pelo bronze, e a partir de 1850 é introduzida a técnica dos moldes em gesso, iniciando o processo industrial em larga escala de reprodução de estatuária, com sensível queda na qualidade geral. Contudo, centros de produção como o do Vale do Paraíba contribuíram com peças interessantes na técnica do gesso oco, seguindo um estilo misto de Classicismo e Barroco. Entre os últimos representantes importantes da longa tradição barroca podem ser citados o goiano Veiga Valle, ativo até 1874, o baiano João Guilherme da Rocha Barros, ativo até c. 1900, e o paulista José Benedito da Cruz, ativo com um estilo popular até 1923. Também deve ser lembrada no século XIX a prolífica produção de paulistinhas na região de São Paulo, pequenas estátuas em barro para culto privado, de inspiração barroca mas simplificada fatura popular.

## Academismo

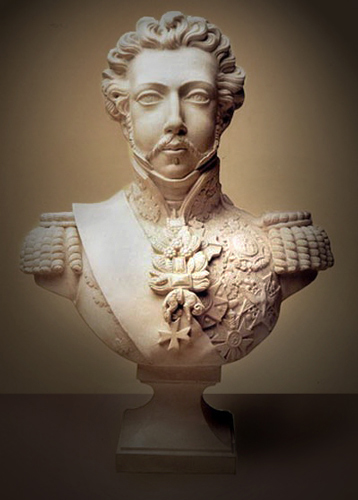
Marc Ferrez: Busto de D. Pedro I. Museu Histórico Nacional.

Por volta de 1800, com o esgotamento das minas, o equilíbrio econômico da colônia se altera, e ao mesmo tempo começa a ser notada uma modificação no estilo geral. Os panejamentos agitados das imagens se tranquilizam e as expressões dramáticas perdem lugar, adequando-se à tendência neoclassicista que penetrava por diversas portas. As grandes cidades do Nordeste entram em declínio e as riquezas afluem para São Paulo, que vinha prosperando com a cultura do café, e para o Rio de Janeiro, nova capital da colônia.
A chegada da corte portuguesa ao Rio de Janeiro, em 1808, buscando refúgio da invasão napoleônica a Portugal, provocou uma revolução cultural na cidade, que com o tempo foi-se irradiando pelo resto da colônia. A presença de grande quantidade de nobres e funcionários de Estado ilustrados, a abertura dos portos às nações amigas, a liberação da indústria, a criação de uma imprensa, os arquivos, obras de arte e bibliotecas que vieram junto, todos estes fatores causaram um forte impacto na até então pacata e relativamente obscura vida cultural do Rio, que, embora já sendo capital desde o século anterior, de súbito se tornou o centro de uma nova atenção, em um território de dimensões continentais. Foram fundados museus, teatros e casas de ópera, e com a chegada da Missão Francesa em 1816, composta por um grupo de artistas da França, onde o Neoclassicismo já estava plenamente estabelecido, foram introduzidas novas tendências e técnicas escultóricas na capital, e a arte secular conheceu grande estímulo.
No âmbito da escultura erudita a produção se concentrou em torno da Escola Real de Ciências, Artes e Ofícios, criada nos moldes da academia francesa a partir de um projeto de Joachim Lebreton, o líder da Missão, instituindo pela primeira vez no país o ensino oficial de escultura com uma metodologia acadêmica inteiramente nova para os padrões brasileiros, até então dominados pelo ensino informal e corporativo. De início foram indicados como professores Auguste-Marie Taunay (que não chegou a lecionar), João Joaquim Alão, português, e Marc Ferrez, filho do escultor e gravador Zéphyrin Ferrez e tio do famoso fotógrafo de mesmo nome.

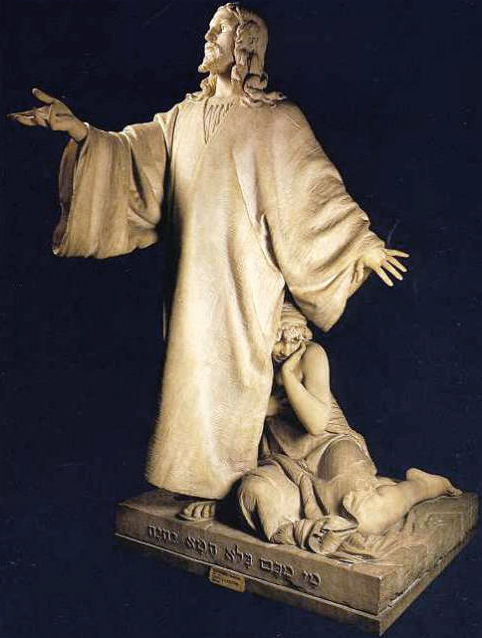
Rodolfo Bernardelli: Cristo e a mulher adúltera, MNBA.

Marc Ferrez foi mestre de Honorato Manoel de Lima, Francisco Elídio Pânfiro e Francisco Manuel Chaves Pinheiro. Pânfiro substituiu Ferrez na cátedra de escultura, e foi o autor da decoração do Salão Nobre da Academia. Sucedeu-o Chaves Pinheiro, que pelos 33 anos seguintes dominaria a cena escultórica na Academia Imperial. Foi autor prolífico e exímio bronzista, mas sua obra está dispersa e foi pouco estudada até hoje. Podem ser citados como exemplos de seu estilo classicista, digno mas um tanto convencional, uma Estátua equestre de Dom Pedro II, hoje no Museu Histórico Nacional, e O ator João Caetano representando como Oscar em frente ao Teatro João Caetano, na praça Tiradentes do Rio.
Mas a evolução da corrente neoclássica não foi em nada tranquila. Sua base institucional, a Escola Real, renomeada Academia Imperial de Belas Artes em 1822, durante longos anos funcionou precariamente, foi muito criticada e as infindáveis disputas internas entre os nacionais, aferrados ao conhecido, e os estrangeiros progressistas prejudicaram seriamente a criatividade e a produtividade dos alunos escultores, e até meados do século XIX quase nada de valor apareceu nesta categoria artística. Quando a Academia finalmente se estabilizou, na maturidade de Dom Pedro II, seu principal mecenas, a tendência estética dominante já havia evoluído para uma mistura eclética de referenciais neoclássicos, românticos e realistas.
Aluno de Chaves Pinheiro foi Cândido Caetano de Almeida Reis, vencedor do Prêmio de Viagem ao Estrangeiro em 1865, estudou na França e foi influenciado por Puget, um romântico, produzindo obras que não foram bem aceitas na Academia, perdendo sua bolsa e tendo de voltar ao Rio. Mas deixou obras muito expressivas como Alma penada e Dante ao voltar do exílio. Outro dos alunos de Chaves Pinheiro foi Rodolfo Bernardelli, a figura dominante do período, prestigiadíssimo em vida como artista mas de atuação controversa como diretor da instituição, já na República. Deixaria obra extensa e de alto nível de linha romântica-realista, como um Santo Estêvão, o Cristo e a mulher adúltera, um Monumento equestre ao General Osório e a Morte de Moema.

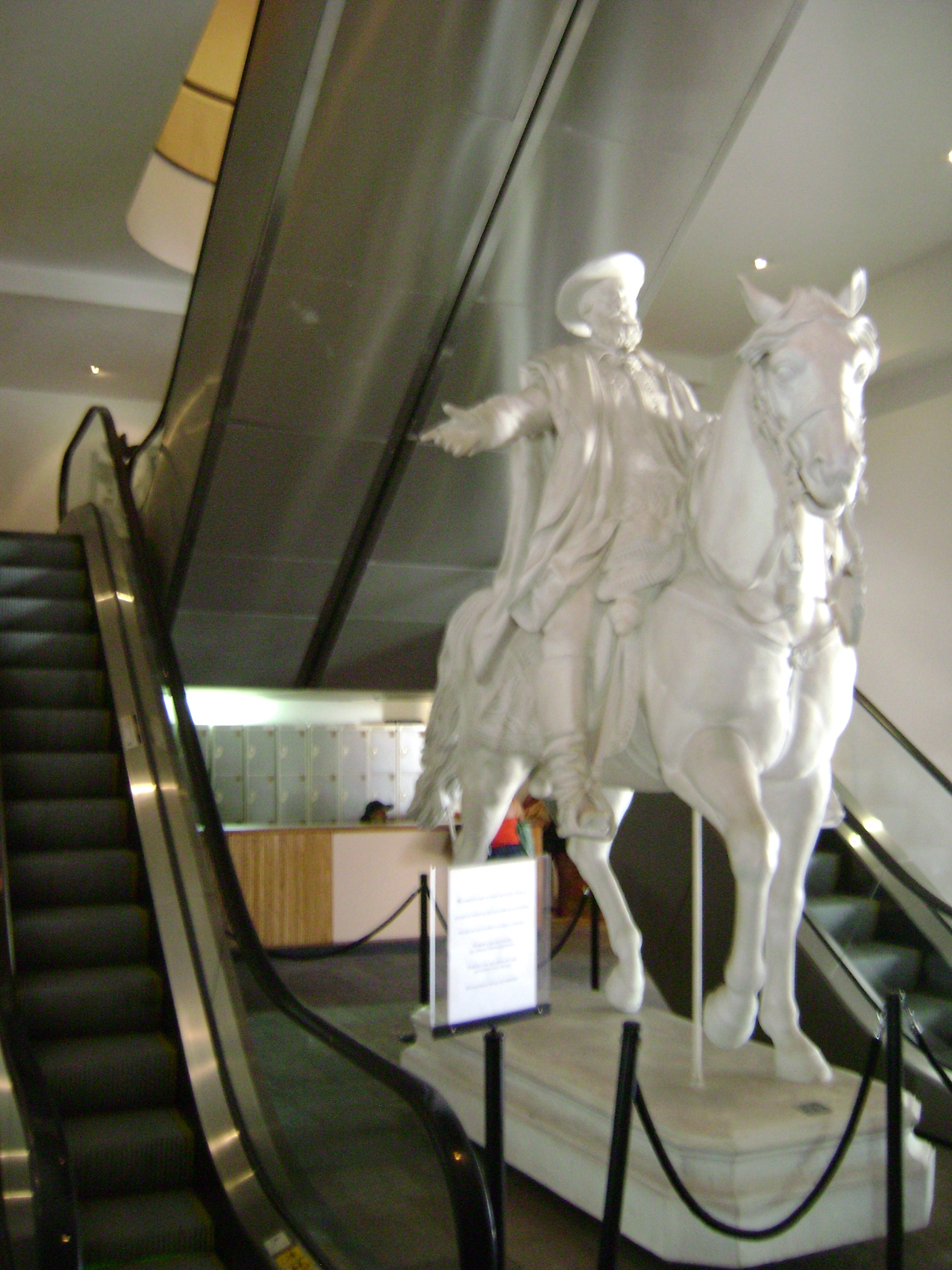
Francisco Manuel Chaves Pinheiro: Estátua equestre de D. Pedro II, Museu Histórico Nacional
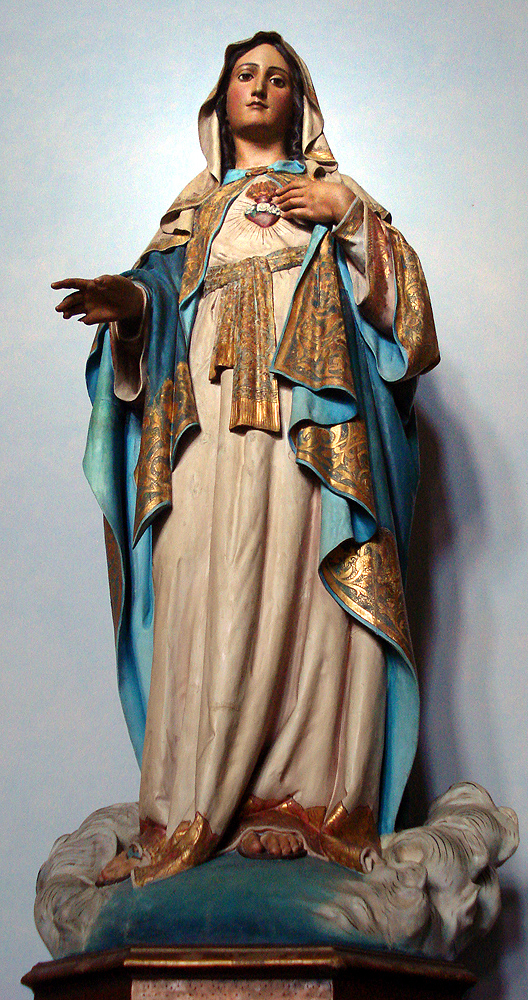
Sagrado Coração de Maria, na Igreja de Nossa Senhora das Dores em Porto Alegre. Exemplo de estatuária sacra neoclássica no sul, meados do século XIX.
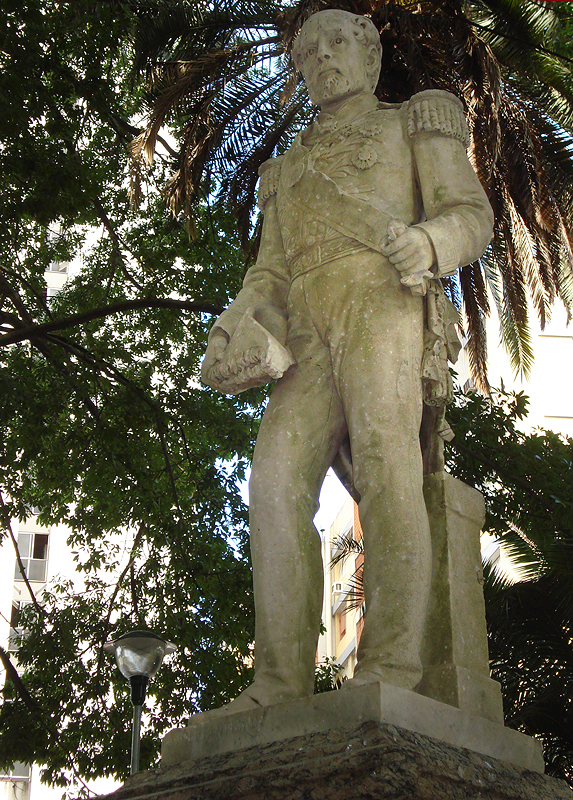
Adriano Pittanti e Carlos Fossatti: Monumento ao Conde de Porto Alegre, 1885, Porto Alegre.
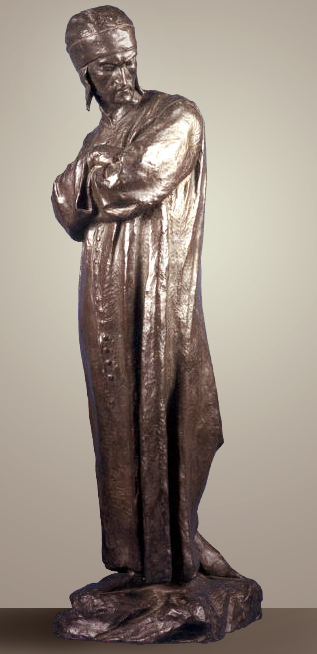
Almeida Reis: Dante ao voltar do exílio, 1889, MNBA.

## Crise e transição para a modernidade

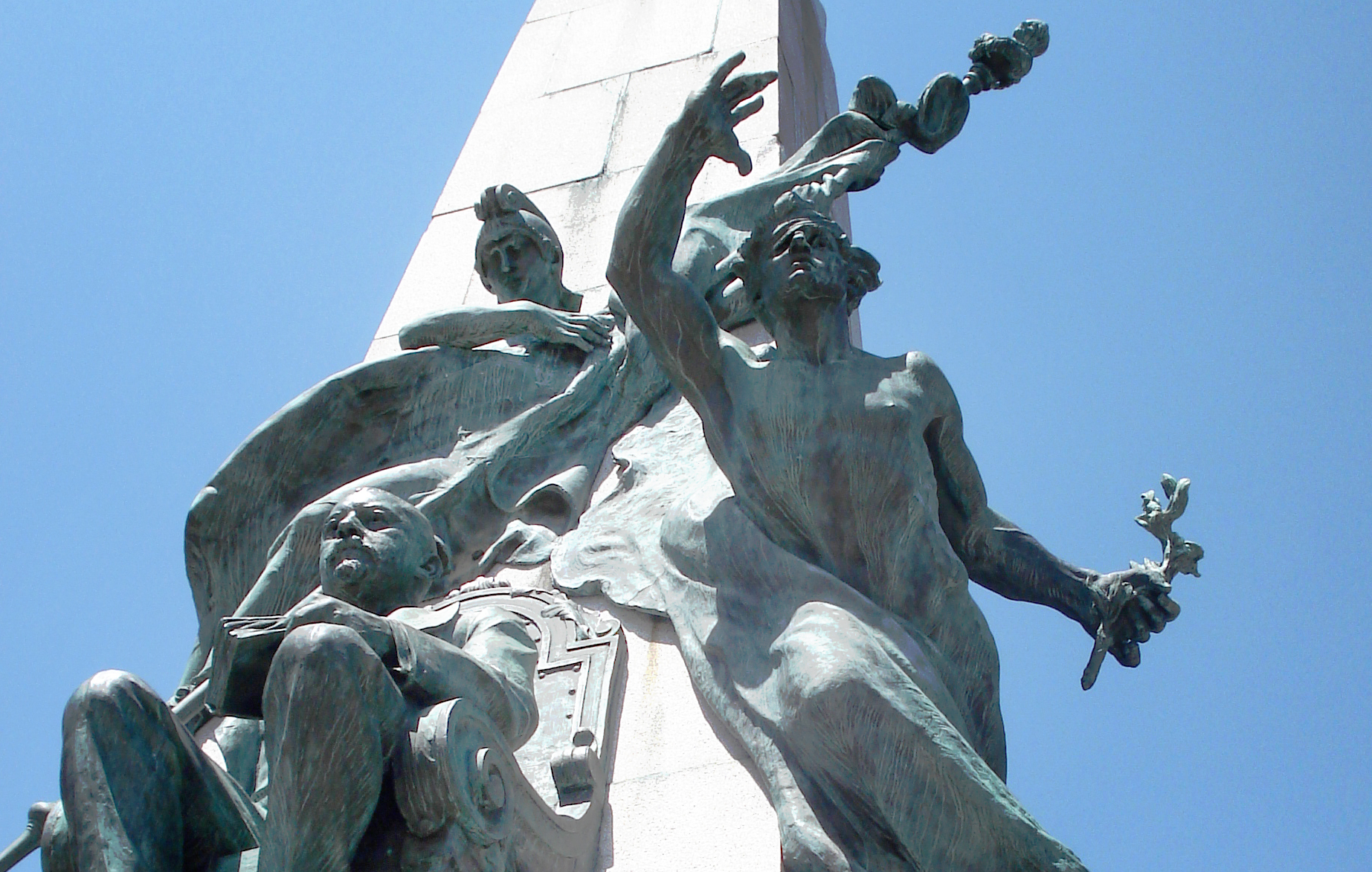
Décio Villares: Detalhe do Monumento a Júlio de Castilhos, 1913, Porto Alegre.

A Academia formou uma série de alunos hábeis, mas quase todos artisticamente negligenciáveis ou dedicados apenas a trabalhos decorativos secundários, excetuando-se talvez Almeida Reis, contemporâneo de Bernardelli e o único que poderia lhe oferecer alguma concorrência. A proclamação da República assinalou o fim de uma era, e evidenciou que reformas no sistema de ensino eram urgentes, acompanhando as drásticas mudanças sofridas pela sociedade. Um Projecto de Reforma no Ensino das Artes Plásticas foi apresentado em 1890 ao Ministro do Interior por Décio Villares, Montenegro Cordeiro e Aurélio de Figueiredo, atacando a Academia como instituição caduca e retrógrada, cerceadora das liberdades simbolizadas pelo advento da democracia, e pleiteava a descentralização do ensino com a criação de aulas de arte em todas as escolas públicas, a fim de desde cedo criar um gosto pelas artes entre a população em geral. Também aconselhava a dissolução da Academia e sua substituição por um Museu Nacional. Contudo a proposta era utópica para aquele momento histórico. Suas ideias só poderiam começar a ser concretizadas depois da estabilização no novo regime, e neste momento o que se observou na escultura foi um esvaziamento. Gonzaga Duque, escrevendo sobre o Salão de 1905, ironizava o monopólio exercido por Bernardelli e os elevados gastos institucionais com o ensino da escultura e com o único pensionista, Corrêa Lima, e indagava onde estariam os frutos de tal esforço, pela escassez de obras apresentadas nesta técnica.

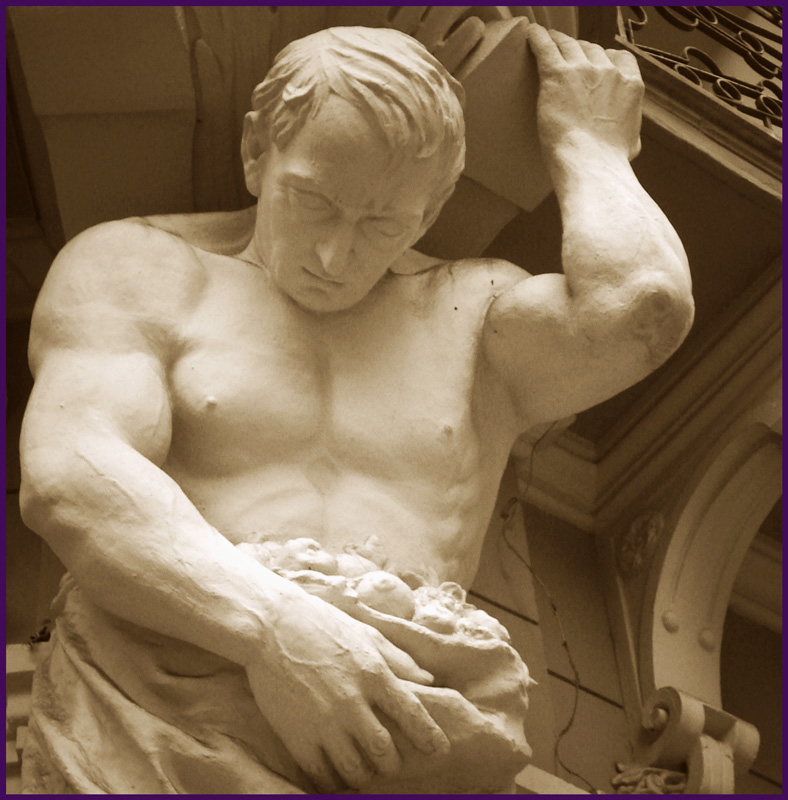
Detalhe da fachada da antiga Confeitaria Rocco, Porto Alegre, com atlante de Giuseppe Gaudenzi, 1912.

Jacob Klintowitz assinala que um dos fatores cruciais para a falência do antigo sistema de ensino foi a mudança na abordagem da arte e da criatividade. Diz ele que a criação passou a valorizar e expressar o universo do indivíduo, mudando o seu ponto de partida: "O artista não retira o excesso da natureza e não impõe a ela o seu quadro completo de valores. Ele aprende no ato de fazer.... É através do exercício do trabalho que o artista descobre o que ele é, coloca em jogo novas forças anímicas e psíquicas e descobre sua verdadeira identidade", num flagrante contraste com o modo antigo de ver as coisas, quando a arte era coisa pública e servia a uma ideologia geral e dominante, cabendo a cada criador encontrar os meios de se adequar às demandas da sociedade. A estatuária oficial que seria produzida nas décadas seguintes ainda seguiria estes padrões, sob influência da filosofia Positivista que generalizou-se no início da República.

### Ecletismo e Historicismo
Fenômeno característico da busca de novos caminhos que caracterizou o fim do século XIX foi o surgimento de uma tendência historicista na arquitetura e decoração de fachadas, com a utilização de uma linguagem mista ou eclética que resgatava elementos de estilos históricos como o greco-romano, o gótico, o barroco e o românico, juntamente com influências neoclássicas e outras como a nascente Art Nouveau no início do século XX. Ligada às inovações tecnológicas e mudanças mundiais surgidas na esfera da economia e das comunicações, esta tendência encontrou amplo espaço para manifestação no Brasil, desejoso que estava por afirmar-se econômica e culturalmente junto às grandes nações capitalistas do mundo ocidental. A arquitetura desenvolvia novas técnicas e a estatuária de fachada incorporava procedimentos industriais baratos e facilitadores como a técnica de moldes em cimento e estruturas de ferro ou aço.

### Escultura sacra no início do século XX

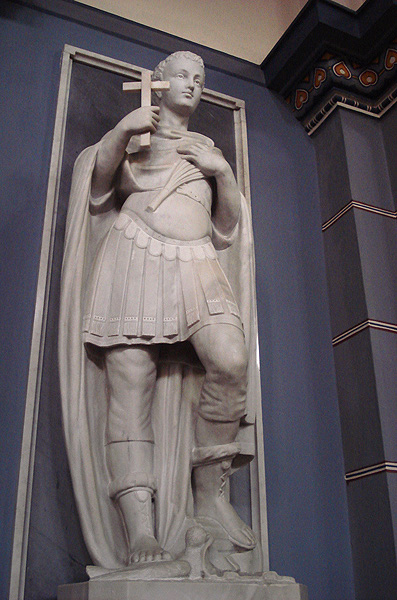
André Arjonas: Santo Expedito, mármore. Igreja de São José, Porto Alegre.

No campo da estatuária destinada à decoração de igrejas e ao culto observou-se igualmente um entrecruzamento de tendências retrospectivas e progressistas. Seu uso, contudo, orientado pelas prescrições conservadoras da religião, impediu o desenvolvimento de radicalismos estéticos, e predominaram elementos neoclássicos mais ou menos modernizados. Por outro lado, o aperfeiçoamento e difusão da técnica do gesso em molde, presente no Brasil desde meados do século anterior, permitiu a proliferação de incontáveis peças reproduzidas em escala industrial e com baixo custo.
Se bem que isso tenha de certa forma popularizado a escultura em uma escala inédita, o público consumidor, das classes mais baixas e sem maior educação, pouca atenção podia dar às tendências das vanguardas eruditas, e buscava imagens cuja expressão espelhasse primariamente sua devoção. Com isso a qualidade geral da produção sacra baixou drasticamente, embora em algumas oficinas os artífices criadores dos moldes tivessem talento acima da média e deixassem obras de apelo estético e expressividade incomuns. Comunidades religiosas com recursos podiam, contudo, encomendar obras em mármore, pedra ou madeira a escultores de maior reputação, e se encontram finos exemplares em um grande número de templos levantados nas primeiras décadas do século XX.
Também é digno de nota, com o surgimento de uma burguesia de posses, o grande desenvolvimento da arte tumular, que constituiu talvez o maior mercado consumidor de escultura erudita nesta época. Em São Paulo é célebre, por exemplo, por sua grande quantidade de estatuária de alto nível e com um imaginário simbólico ilustrativo da ideologia burguesa, o Cemitério da Consolação, com criações de Galileo Emendabili, Luigi Brizzolara, Alfredo Oliani, Victor Brecheret e Nicola Muniz, entre outros. Surpreendentemente, algumas estátuas tumulares apresentam características ousadas, consideradas até escandalosas para o fim a que se destinavam, com a presença de nus, símbolos pagãos e figuras com traços sensuais. Boa parte desta rica produção ainda está à espera de maior estudo e se encontra atualmente em estado de abandono.

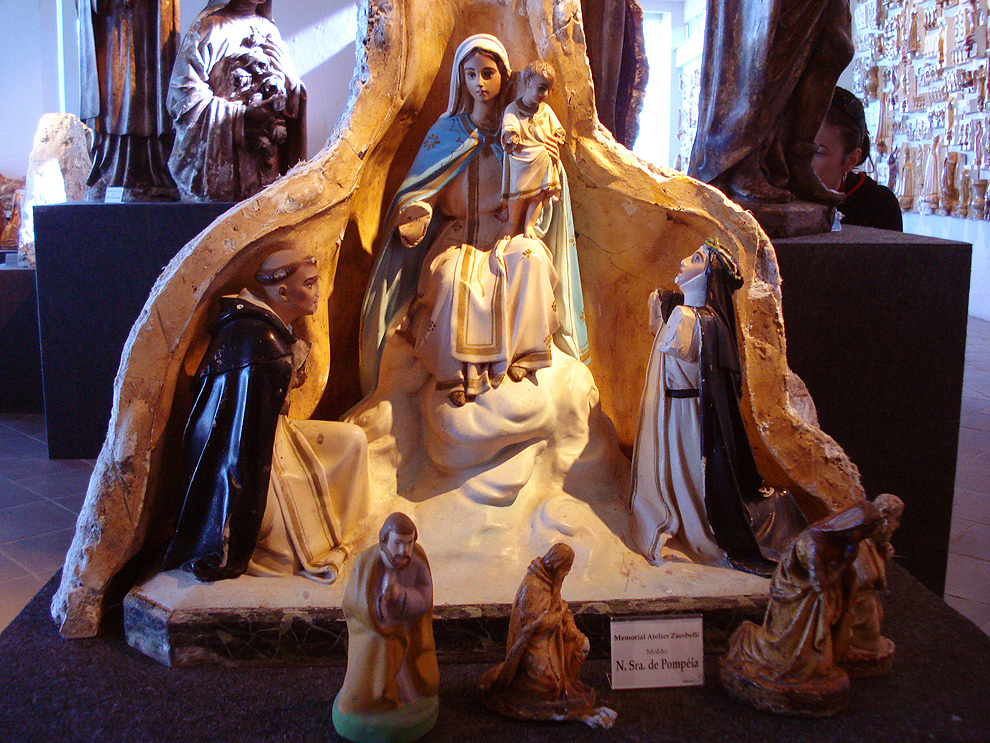
Michelangelo Zambelli: Molde para replicação de grupo em gesso com Nossa Senhora de Pompeia e santos. Memorial Atelier Zambelli, Caxias do Sul.
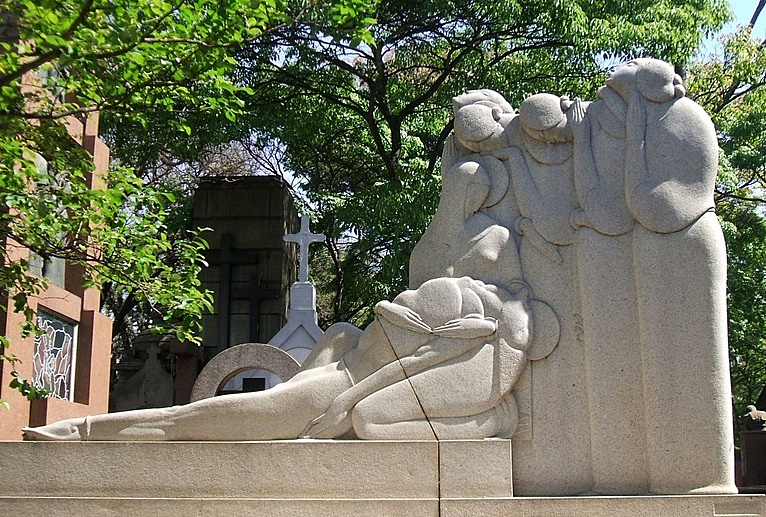
Victor Brecheret: Túmulo de Olívia Guedes Penteado, Cemitério da Consolação
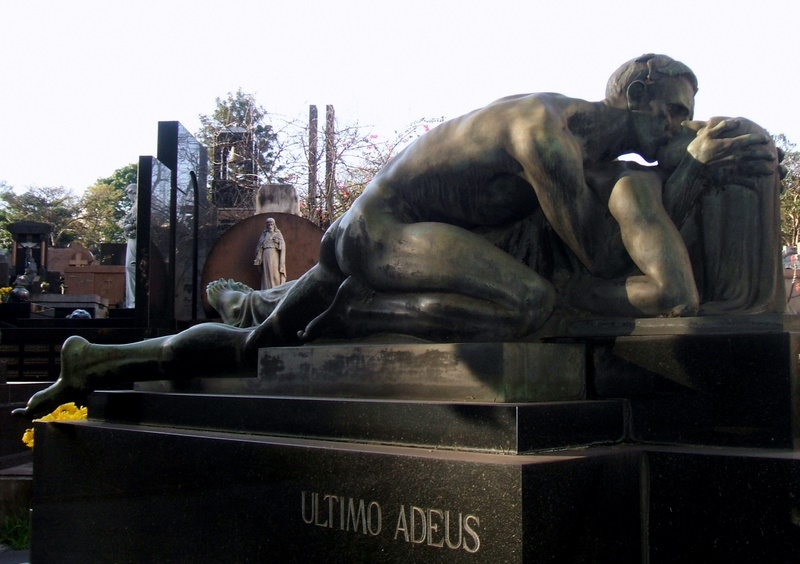
Alfredo Oliani: O último adeus, Cemitério São Paulo, túmulo da Família Cantarella
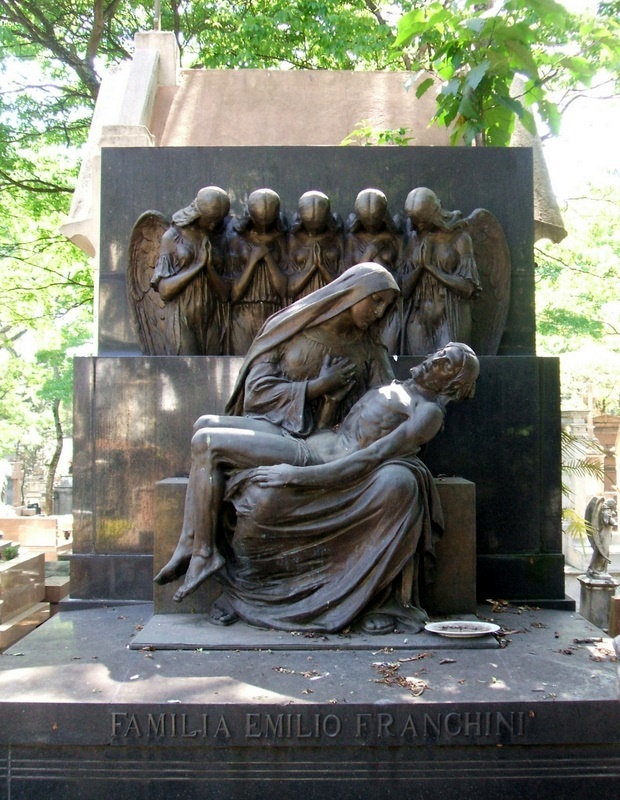
Armando Zago: Túmulo da Família Franchini, Cemitério da Consolação

### Art NouveaueArt Déco
O nascimento da nova sensibilidade apontada por Klintowitz não passou despercebido pelos que viviam as mudanças naquela época. Escrevendo em 1927, Angyone Costa deixa claro que se atravessava um momento de transição, onde nada mais havia de definido ou estável: "O homem de agora assiste ao desenvolvimento de sua própria tragédia íntima sem acertar os caminhos que o levem às claras fontes de beleza... O momento é de confusão, de busca imprecisa, indecisão de vontade e de valores.... O homem de agora não pensa como pensava o homem de um século atrás". Alguns representantes desta fase, citados por Costa, são Modestino Kanto, Magalhães Corrêa, Cunha Mello, Francisco de Andrade, Armando Braga, Zacco Paraná, Celso Antônio Silveira de Menezes e sobretudo Victor Brecheret, de longe o mais importante deles, lembrado por uma obra original que seria uma das primeiras e maiores manifestações do Modernismo escultórico no Brasil. Mas não foram os únicos, e merecem crédito por obras apreciáveis também Décio Villares, Ettore Ximenes, Amadeu Zani, Galileo Emendabili, Elio de Giusto, Adolfo Rollo e Francisco Leopoldo e Silva, trabalhando em um estilo influenciado pela Art Nouveau, que representou as últimas manifestações da herança acadêmica.
Bernardelli morreu em 1931 e no mesmo ano a venerada - e por tantos odiada - Escola Nacional de Belas Artes (a sucessora republicana da Academia Imperial) foi incorporada à Universidade do Rio de Janeiro, deixando de pontificar no cenário nacional, e abriu-se espaço para uma revolução na escultura brasileira. Estava-se em plena Art Déco e os estatuários voltavam a se multiplicar, mostrando criações de qualidade. À frente de todos os seus contemporâneos brilhava o mesmo Victor Brecheret, talvez o maior ícone desta corrente e autor de uma obra de refinado equilíbrio formal. Também foi autor do grandioso Monumento às Bandeiras, em São Paulo, embora o melhor de sua obra esteja nas peças de menores dimensões. Sua enorme capacidade de síntese o levaria, em sua fase derradeira, para a abstração. Outros nomes sentiram o apelo Déco, como Roque de Mingo, Alfredo Ceschiatti, João Batista Ferri e Lelio Coluccini, todos artistas de primeira linha.
Nesta sequência de Bernardelli ao primeiro Brecheret, apesar das sensíveis mudanças, não se pode dizer que tenha havido quaisquer rupturas formais abruptas, nem na visão que se tinha sobre a escultura em si, suas regras e suas funções, mas em vez houve uma transformação gradual e natural, de caráter moderado e em certo sentido conservador, com forte influência francesa e italiana, especialmente de Rodin. Segundo Annateresa Fabris, "o Brasil das primeiras décadas do século XX elabora uma noção peculiar de atualidade. A modernidade propugnada deveria coincidir com a construção de uma arte nacional, o que explica a preferência pelas vertentes figurativas".

## Modernismo
Com uma proposta libertária e ousada, chocante para quaisquer padrões burgueses, havia acontecido em São Paulo, em 1922, a Semana de Arte Moderna, embora tenha exercido um impacto imediato apenas local. Brecheret foi um dos dois escultores a participar, mas este foi o seu maior contato com a vertente mais radical do Modernismo, influenciada pelo Surrealismo, o Cubismo e o Expressionismo europeus. Nesta seara trabalhou o precursor Quirino da Silva, que em 1925 criou um busto de Dom Quixote de linhas geometrizadas, e depois Lasar Segall, Antônio Gomide, Elisabeth Nobiling, Julio Guerra e Ernesto de Fiori, com peças de feições apenas esboçadas e tratamento rústico de superfícies, explorando a materialidade e a pura volumetria, o que emprestava um aspecto de inacabado às composições e prepararia o caminho para o florescimento da escultura abstrata.
O Modernismo significou a abertura de um amplo leque de novas possibilidades em termos de forma, técnica, materiais, temática e expressividade. Sua abordagem da arte era contestatória, irreverente, anárquica, privilegiando a individualidade criativa e desmerecendo a tradição e os modelos consagrados. Em termos temáticos, havia uma grande preocupação em formular-se uma linguagem visual que expressasse a diversidade e singularidade da cultura brasileira e uma ideologia politizada e progressista, de um anarquismo que se chamou "antropofágico" por incorporar as mais distintas tendências. Na década de 1930 esse interesse se generalizou, num momento em que o Modernismo se tornava a tendência dominante.
Desde então as correntes e estilos se multiplicaram, já não se pode acompanhar uma linha central unificada, e as palavras "pluralidade" e "mudança acelerada" bem descrevem a tônica subsequente. O crescente intercâmbio cultural com outros países inundou o Brasil de novas informações e novos conceitos que foram prontamente assimilados, adaptados segundo as características no ambiente artístico nacional.

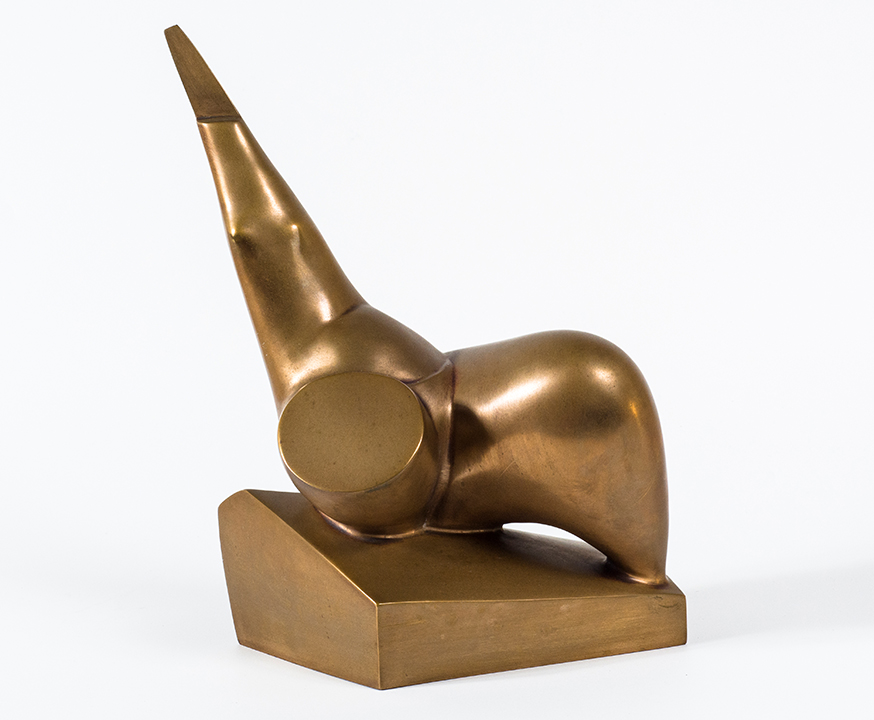
Abelardo da Hora: Volúpia, bronze, 1949

De todas as inovações conhecidas pela arte ocidental nesta primeira metade do século XX, talvez a mais marcante tenha sido o aparecimento da abstração. Esta corrente foi introduzida formalmente na escultura no país com uma obra de Jacques Lipchitz, instalada na frente do prédio do antigo Ministério da Educação e Saúde, no Rio, uma construção de Le Corbusier de 1936. Mas a tendência não era completamente nova e já vinha se anunciando no trabalho de artistas como Abelardo da Hora (ainda reflexo da Escola de Belas Artes), Brecheret (via Brancusi), Ceschiatti, Celso Antônio, o primeiro Bruno Giorgi, que buscavam uma crescente simplificação e estilização para as formas figurativas, e se desenvolveria com força depois da década de 50, consagrada na primeira edição da Bienal de São Paulo, em 1951, quando foi premiado o escultor Max Bill, com uma obra abstrata. Segundo Fernando Cocchiarale, este evento pode ser considerado o marco inicial da contemporaneidade na arte brasileira.
Mas havia resistências, exemplificadas na crítica do pintor Di Cavalcanti: "O que acho vital, porém, é fugir do abstracionismo. A obra de arte dos abstracionistas tipo Kandinsky, Klee, Mondrian, Arp, Calder é uma especialização estéril. Esses artistas constroem um mundozinho ampliado, perdido em cada fragmento das coisas reais: são visões monstruosas de resíduos amebianos ou atômicos revelados por microscópios de cérebros doentios". Também influía a política do Estado Novo do presidente Getúlio Vargas, que buscava educar - e manipular - as massas do povo através de uma arte nacionalista, "genuinamente brasileira", de traços realistas facilmente compreensíveis e de propósito didático, social e moralizante, que servisse ainda como cartão-de-visitas do Brasil na nova ordem mundial que se desenhava.

## A escultura brasileira contemporânea

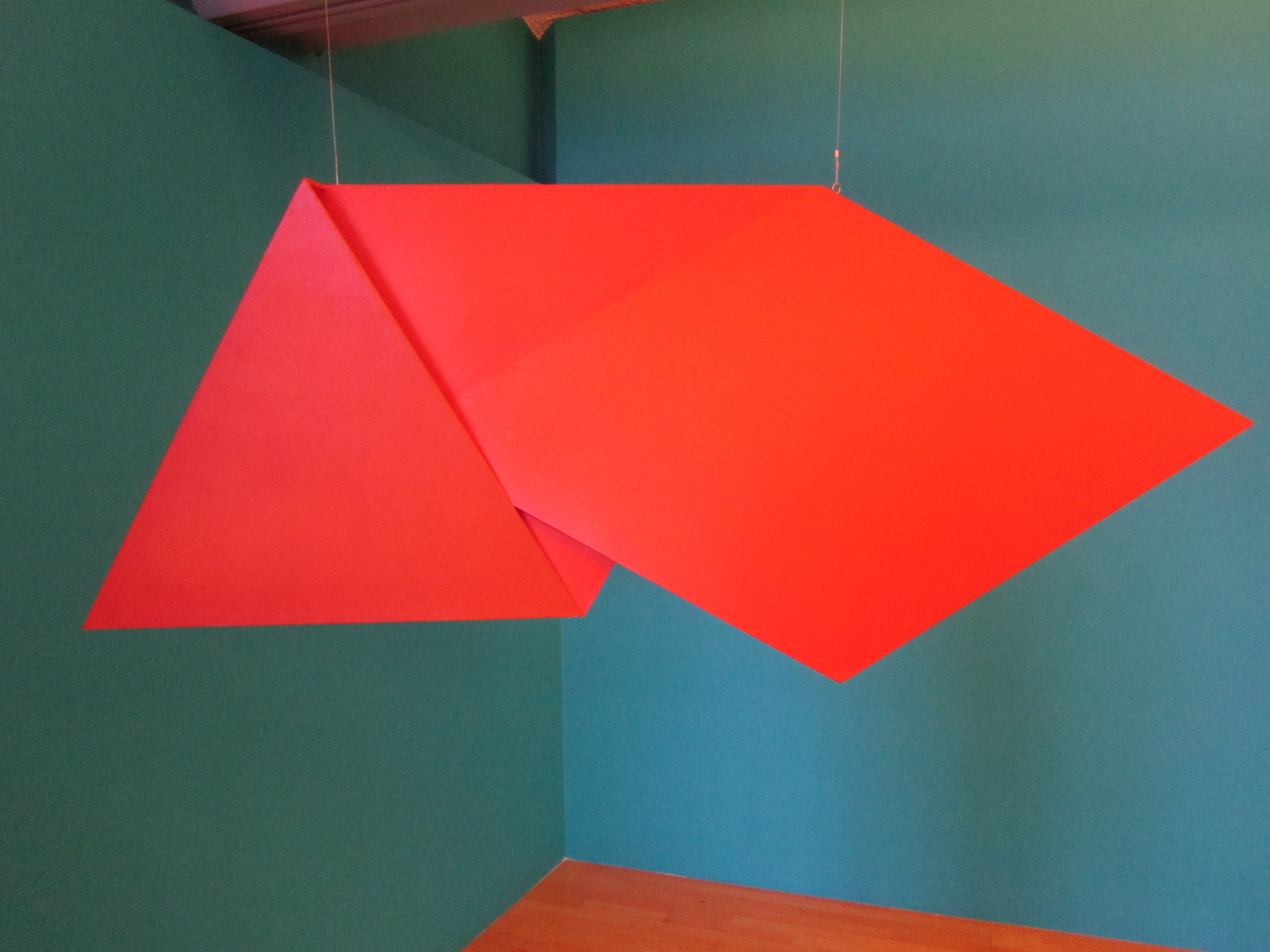
Hélio Oiticica: Relevo 36, da série Relevos Espaciais, 1959-1960. Tate Liverpool

Os anos 50 são marcados pela acelerada expansão do abstracionismo, tanto de linhas geométricas como informais. O Concretismo, um estilo de abstração geométrica, se torna a moda do momento, sendo louvado por críticos e artistas e dominando os salões e galerias, embora também tenha sido significativa a influência do Construtivismo. Paralelamente assistiu-se ao desenvolvimento de uma abstração informal, de tendência lírica ou onírica. No entanto, logo se notou que um significativo grupo de artistas gabaritados não desejava abandonar de todo a figuração, seguindo o exemplo de mestres internacionais como Picasso, Henry Moore e Alberto Giacometti e ainda sob a influência do nacionalismo getulista.

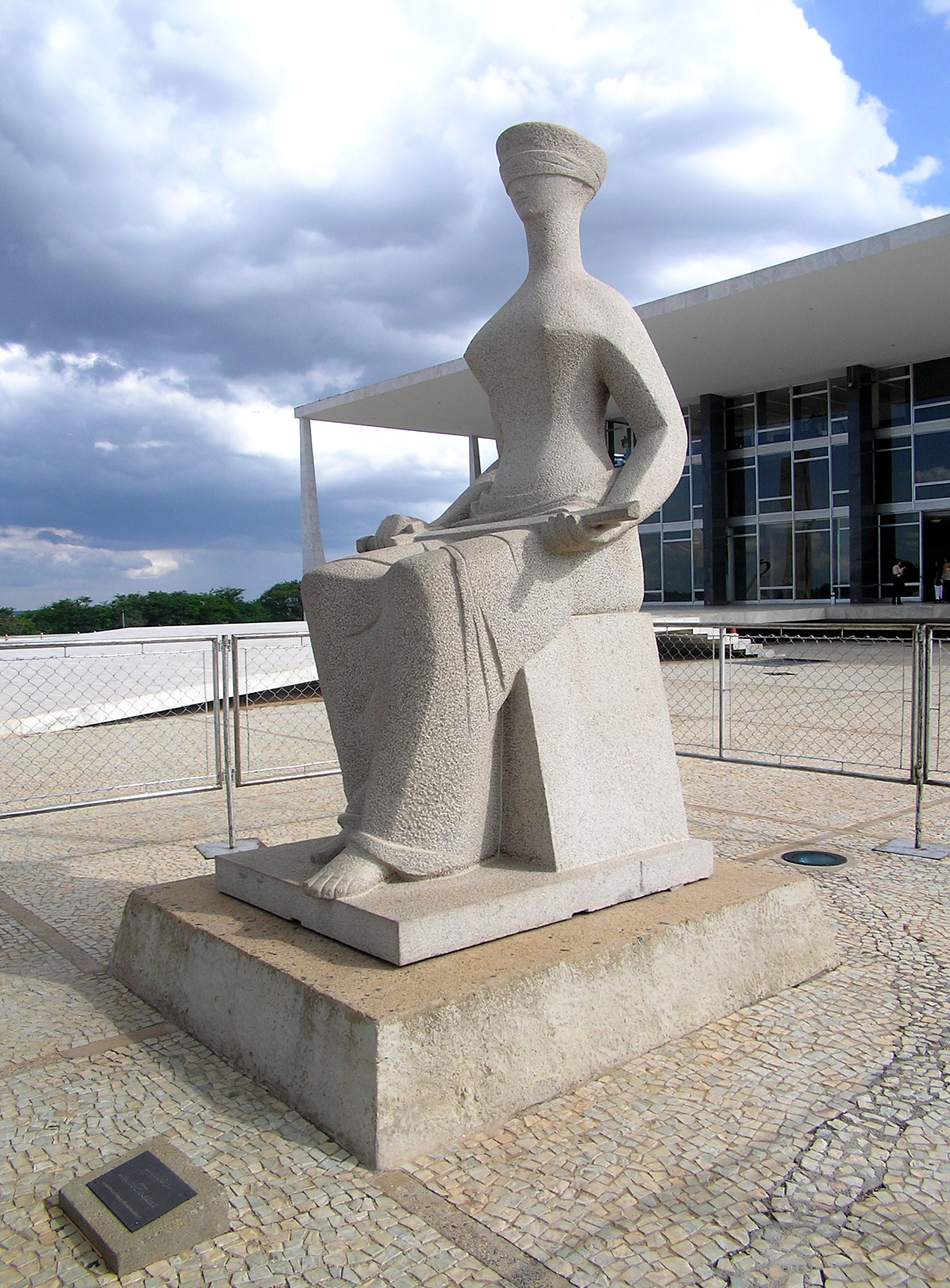
Alfredo Ceschiatti: Justiça, 1961. Brasília

Em termos de arte pública, a construção de Brasília, na década de 1950, um ambicioso projeto arquitetônico, urbanístico e artístico, centralizou as atenções nacionais e abriu um mercado para a produção de uma escultura monumental, sendo o coroamento de uma onda de renovação arquitetônica em larga escala que vinha acontecendo desde o Estado Novo e se disseminou pelos grandes centros urbanos do país. Um pequeno mas seleto grupo de escultores decorou os amplos espaços e arrojados edifícios públicos da capital, incluindo Dante Croce, autor dos quatro Apóstolos no adro da Catedral de Brasília, Ceschiatti, criador da figura da Justiça diante do Supremo Tribunal Federal, das Banhistas no espelho d'água do Palácio da Alvorada e dos Anjos no interior da Catedral, e Bruno Giorgi, notabilizado com Meteoro, obra abstrata, instalada na frente do Palácio Itamaraty, e Os Candangos, uma homenagem aos construtores de Brasília, na Praça dos Três Poderes.

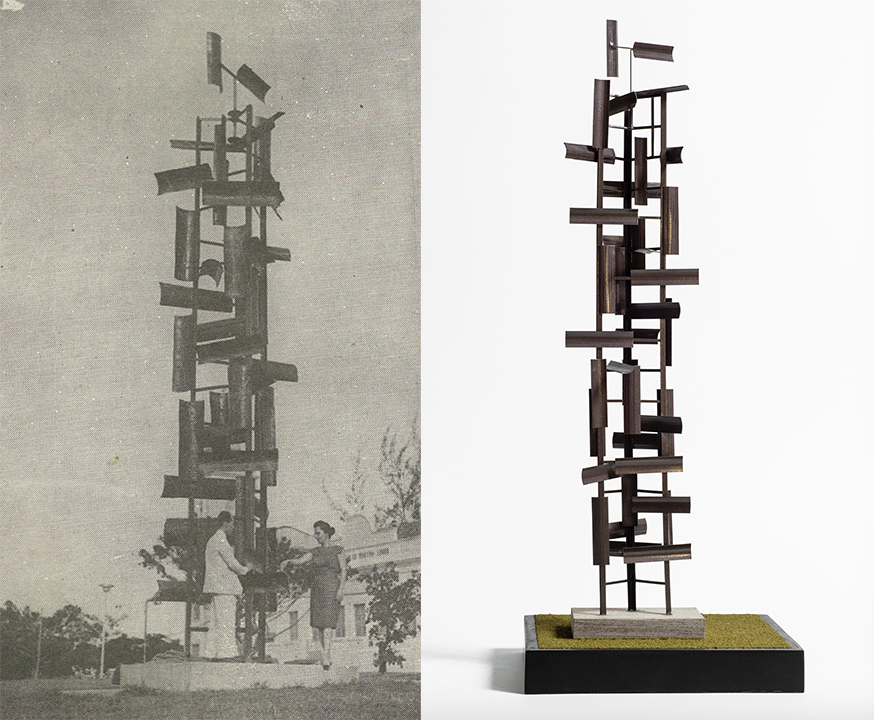
Torre Cinética, obra de arte em espaço público, criada por Abelardo da Hora em 1961, no Recife. À esquerda, imagem da inauguração da obra. À direita, maquete 3D criada para o Memorial Abelardo da Hora

Nos anos 1960, frutificou entre os escultores uma tendência irônica derivada da arte Pop norte-americana, e outra que resgatava aspectos do expressionismo na dita Nova Figuração, refletindo o clima tenso criado pelo regime militar imposto em 1964. Ao lado disso, Abelardo da Hora (para além de sua arte de cunho social), desenvolve a primeira escultura cinética para o espaço público do Brasil, em 1961, no Recife, que apesar de ser uma escultura abstrata e ligada à fruição de viés minimalista, concretista ou neoconcretista, viria a ser destruída pelas forças militares do golpe de 1964, por acharem que a obra tinha alguma mensagem oculta.
Entre estes anos e o início da década de 1980 o Brasil viu ainda aparecerem obras conceituais, minimalistas, poveras, land art, instalações, montagens, móbiles e obras que recuperavam elementos da arte popular. Tantas tendências operando num mesmo momento acabaram por se entrecruzar, formando uma variedade inextrincável de subtipos e gêneros mistos de arte que em maior ou menor grau fundiam, transformavam e aplicavam princípios, técnicas, materiais e recursos conceituais da escultura. Talvez os representantes mais notórios dessa fase híbrida, iconoclasta e sincrética, incorporando vários procedimentos e materiais, sejam Hélio Oiticica, Lygia Clark e Lygia Pape, cuja produção tridimensional transita entre o objeto, a escultura, a instalação, a construção, o penetrável, o manipulável e o vestível.

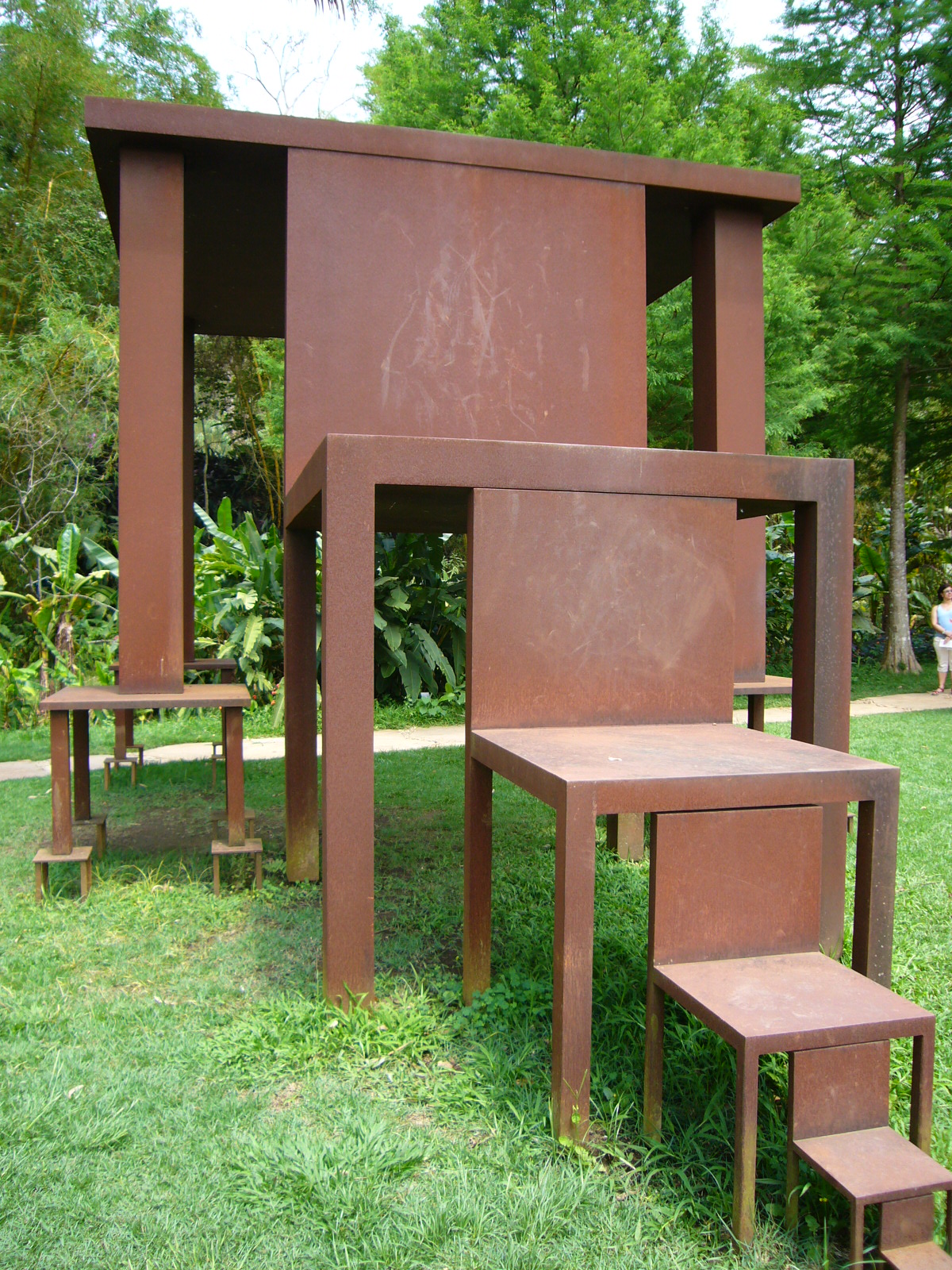
Cildo Meireles: Inmensa, 1982. Centro de Arte Contemporânea Inhotim

Todas estas linhas de trabalho estão presentes na escultura brasileira dos anos 1980-90, expandida com o aquecimento do mercado, a democratização nacional e a globalização da cultura, mas caracterizada, como analisou Agnaldo Farias, por expressar um sentimento de crise de valores e significados, com obras que "se opõem ao projeto de uma linguagem universal e da busca metódica da novidade pela ruptura, que irrompem numa miríade de poéticas originárias das mais diversas matrizes: das que mergulham em referências históricas e pessoais àquelas que parodiam a própria arte e o círculo na qual ela está enredada; das que criticam a ideia de autonomia da arte, preferindo abandonar os suportes convencionais - pintura, escultura etc. - em favor de manifestações híbridas, àquelas que descartam as respeitáveis heranças do neoconcretismo, buscando outras fontes, do Barroco mineiro à arte popular, do debate sobre o problema da imagem na vida atual à especulação sobre o corpo e suas pulsões, etc".
Ao contrário de se esgotarem ou envelhecerem, a fertilização mútua entre as especialidades artísticas tem propiciado o aparecimento de soluções sempre novas que se adaptam à evolução da arte e da sociedade, e muitos artistas experimentaram mais de uma delas ao longo de sua trajetória, tornando impossível uma categorização excludente. Hoje a novíssima geração utiliza à larga e em completa liberdade a herança de transgressão e experimentalismo das gerações anteriores, adicionando os recursos e materiais novos oferecidos pela indústria e tecnologia de ponta, como o computador, para projetar suas obras, e as resinas, borrachas e plásticos, para realizá-las, e tem incorporado, conforme sua necessidade expressiva, procedimentos típicos da Pós-modernidade como a citação, a apropriação e a releitura.

### Artistas

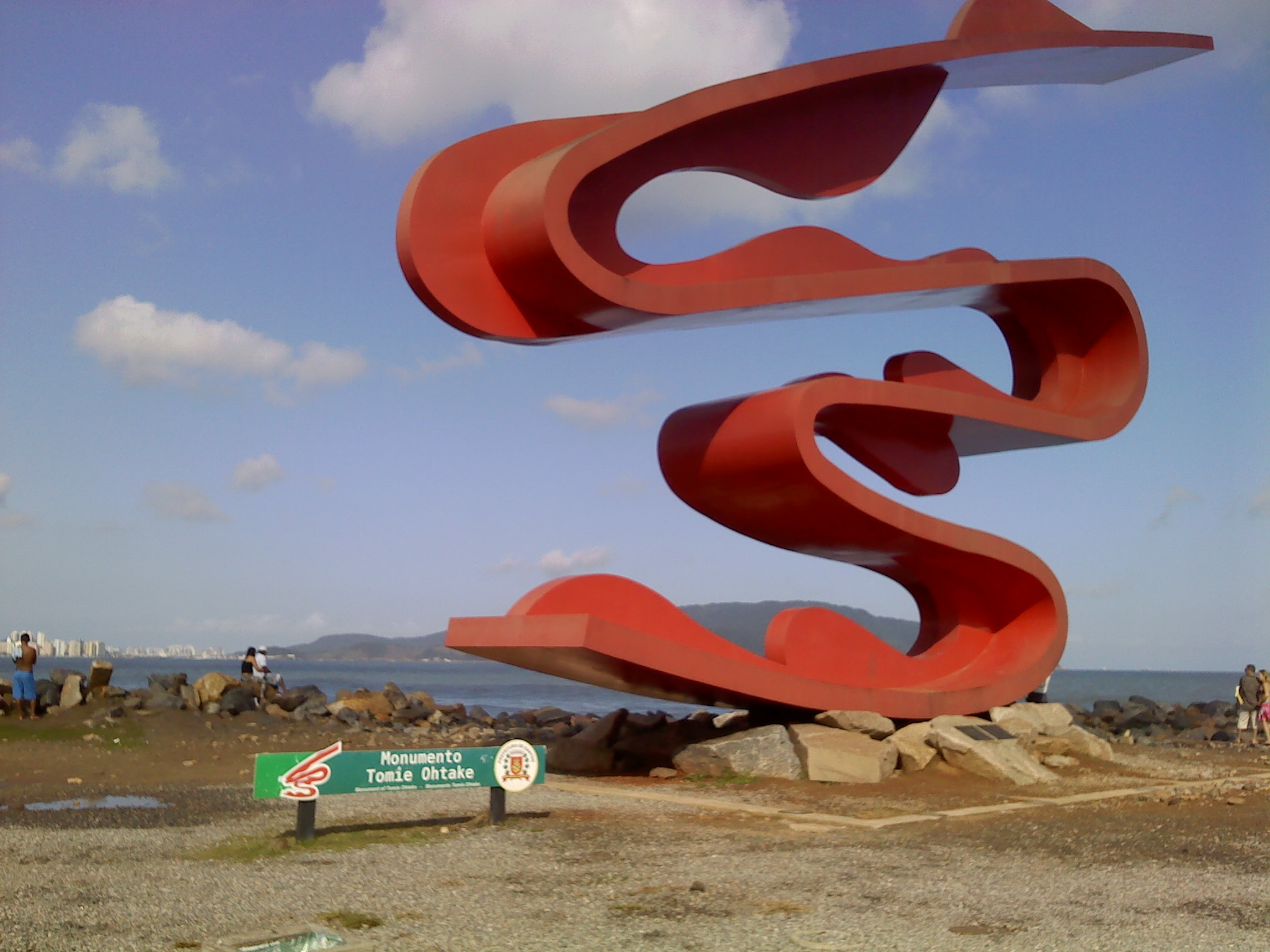
Tomie Ohtake: Monumento Tomie Ohtake, 2008, comemorando os 100 anos da imigração japonesa para o Brasil, instalado em Santos.

É grande o número de escultores no Brasil contemporâneo, seria impossível citar todos. Contudo pode-se nomear, a título de exemplo, alguns que se destacaram em uma ou outra forma particular de expressão, mesmo sabendo que muitos deles transitaram por várias tendências em suas carreiras:
Entre os anos 1960 e 1970, na abstração geométrica, alinhados a princípios concretistas, neoconcretistas e minimalistas, temos Yutaka Toyota, Sérgio de Camargo Almir Mavignier, Ascânio MMM e Ivan Serpa, entre outros. Nitidamente conceituais são Willys de Castro e Waltércio Caldas, e a obra mista de escultura e pintura de Pedro Escosteguy, um dos pioneiros do conceitualismo politicamente engajado no Brasil. Na abstração de linha informal estão Frans Krajcberg, Megumi Yuasa, Carlos Fajardo, Iole de Freitas e Akinori Nakatani. Produziram obras influenciadas pela arte Pop Gustavo Nakle, Maria Helena Chartuni e Rubens Gerchman. A figuração tinta de expressionismo foi cultivada por Francisco Stockinger, Carybé e Domenico Calabrone, e representando o realismo mágico ou o surrealismo estão Francisco Brennand e Fredy Keller. Continuando o figurativismo, em sínteses abstratizantes mais ou menos profundas, mas numa atmosfera classicista, trabalharam Pola Rezende, Abelardo da Hora, Sonia Ebling, Vasco Prado, e Felícia Leirner (que depois criou obra importante na abstração informal). Muitos desses nomes continuam produzindo até hoje. A temática da Espiritualidade não associada a nenhuma religião foi apresentada por Chico Niedzielski, através de Esculturas Monumentais baseadas na Geometria sagrada.
Na populosa geração 1980-90 de artistas que se ocuparam com a tridimensionalidade, já que tem sido  difícil caracterizá-los como escultores tradicionais, se alinham Iran do Espírito Santo, Ana Tavares, Cildo Meirelles, Nuno Ramos, Marcos Coelho Benjamim, Ana Maria Maiolino, Emmanuel Nassar, Lia Menna Barreto, Shirley Paes Leme, Sérgio Romagnolo, Sandra Cinto, Carmela Gross, Frida Baranek e uma multidão de outros talentos emergentes.

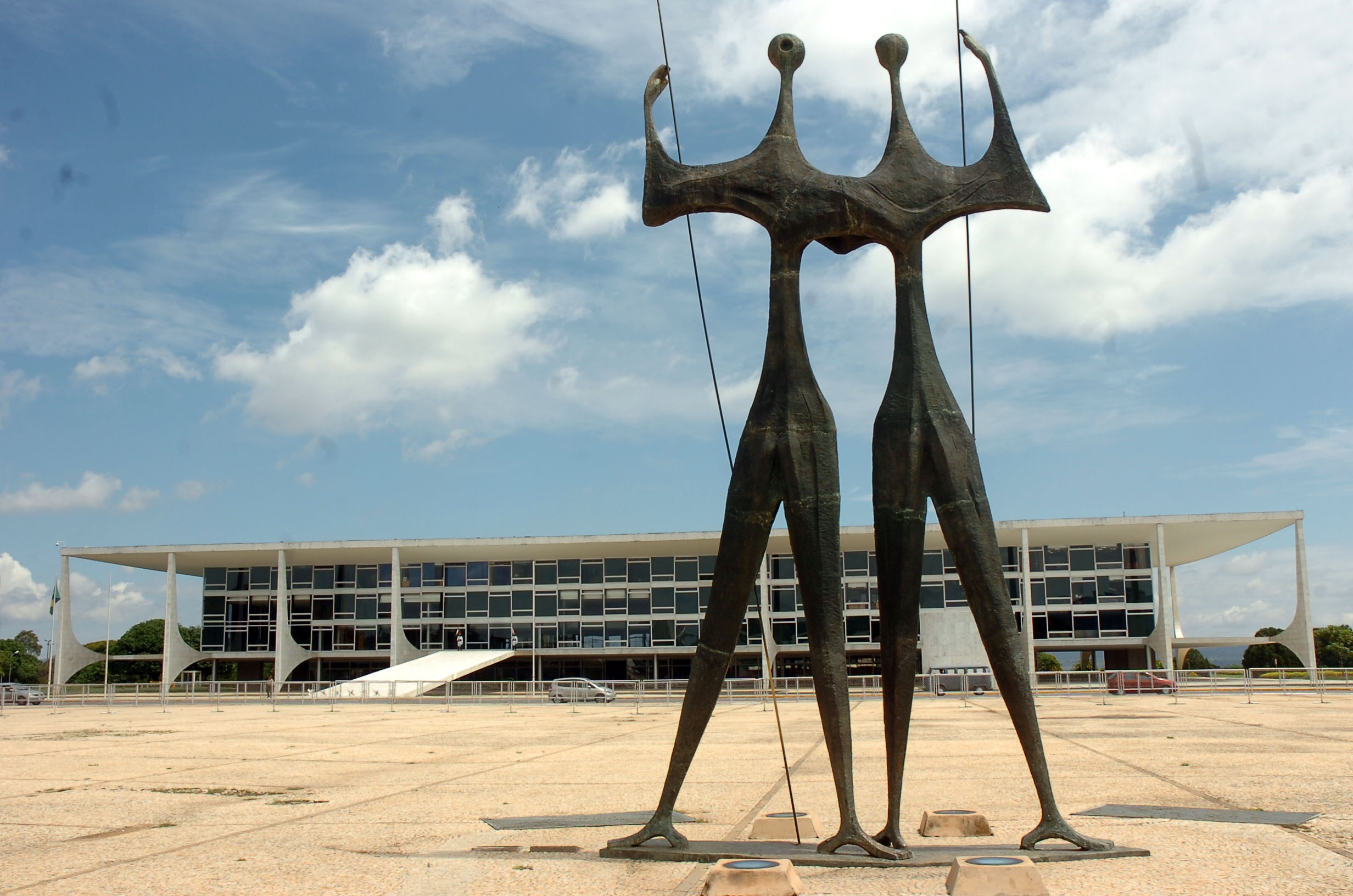
A Praça dos Três Poderes em Brasilia. Em primeiro plano o monumento "Os Candangos" de Bruno Giorgi, 1957, com o Palácio do Planalto ao fundo.
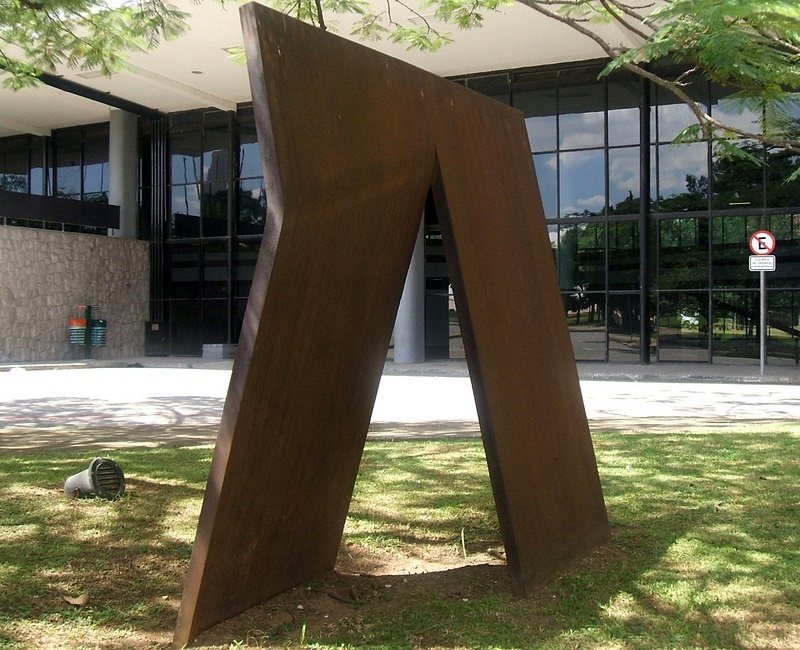
Amílcar de Castro: Sem título, 1970. Museu de Arte Moderna de São Paulo.
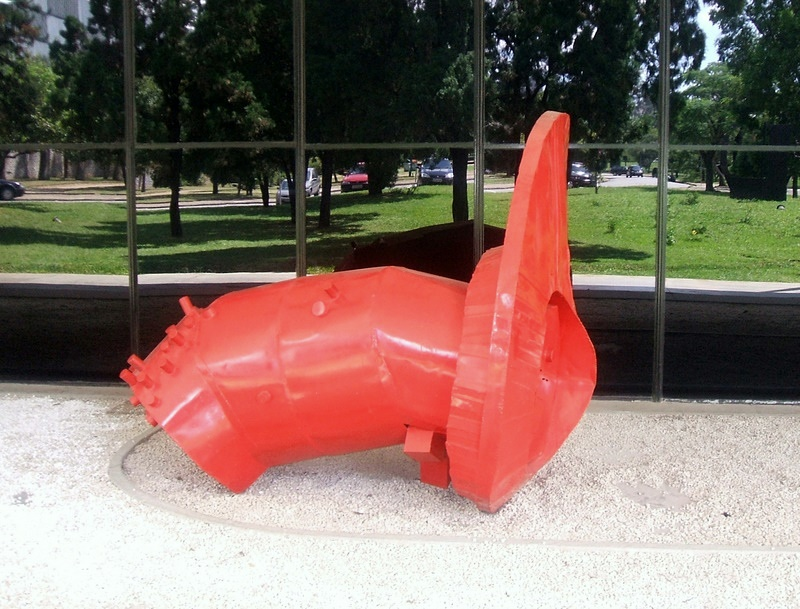
Caciporé Torres: A Coisa, 1972. Museu de Arte Moderna de São Paulo.
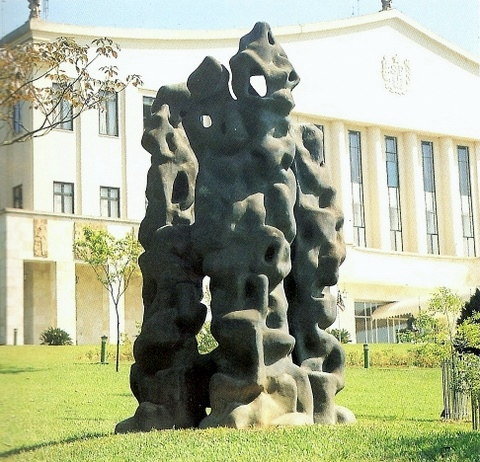
Felícia Leirner: Colunas. Palácio dos Bandeirantes.

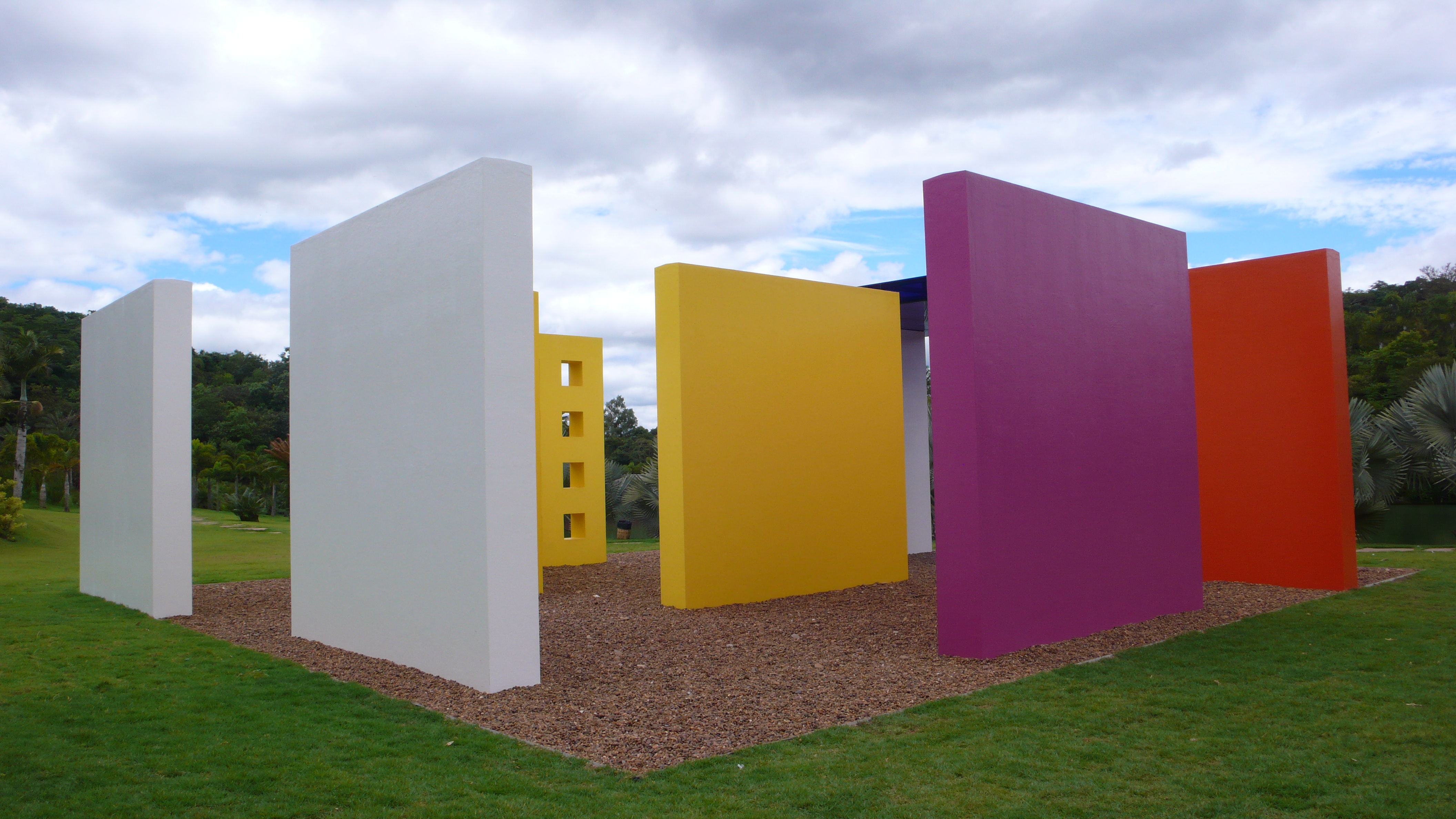
Hélio Oiticica: Invenção da cor, Penetrável Magic Square # 5, De Luxe, 1977. Centro de Arte Contemporânea Inhotim.
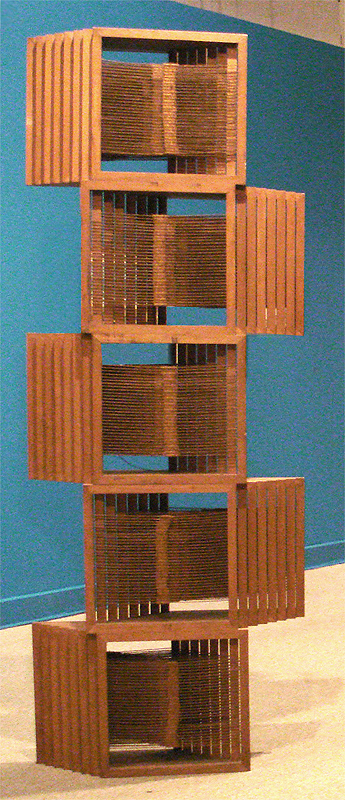
Heloísa Crocco: Eco II, 1978. Museu de Arte do Rio Grande do Sul.
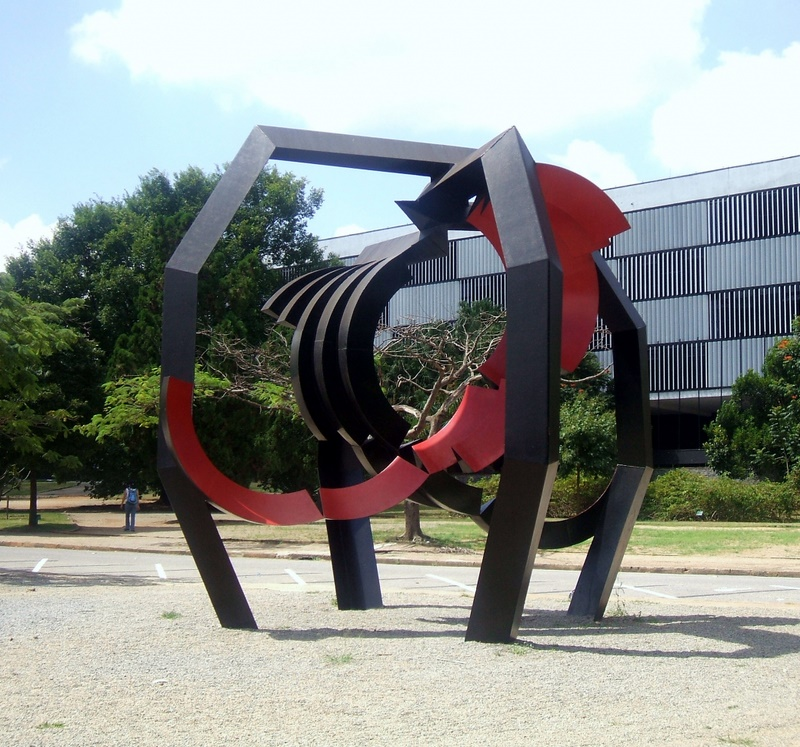
Emanoel Araújo: Aranha, 1981.  Museu de Arte Moderna de São Paulo.
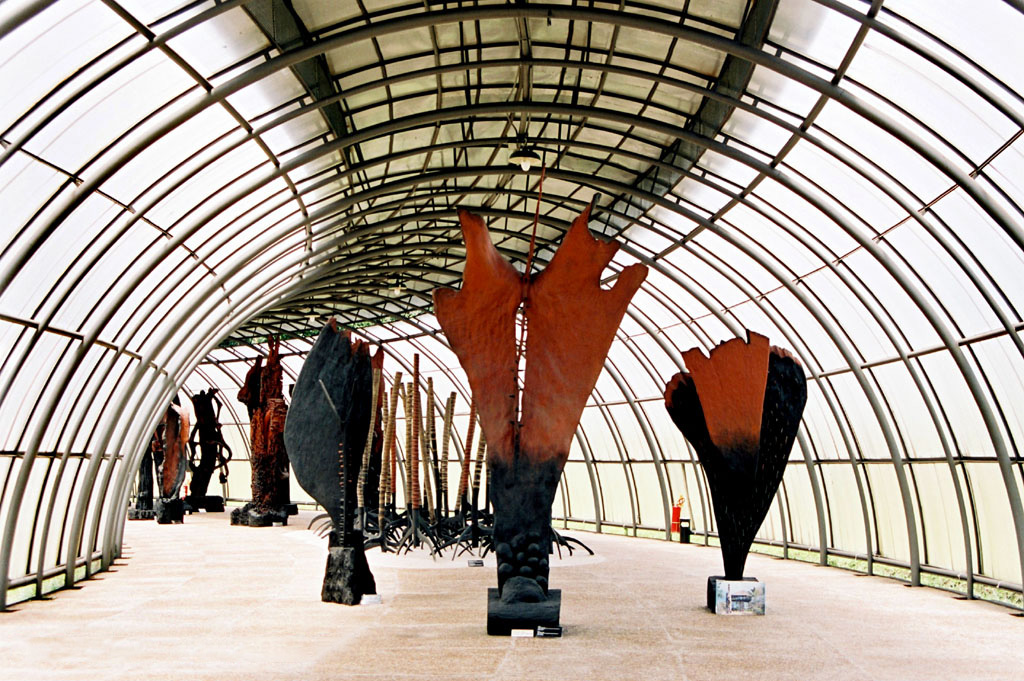
Obras de Frans Krajcberg. Espaço Franz Krajcberg.

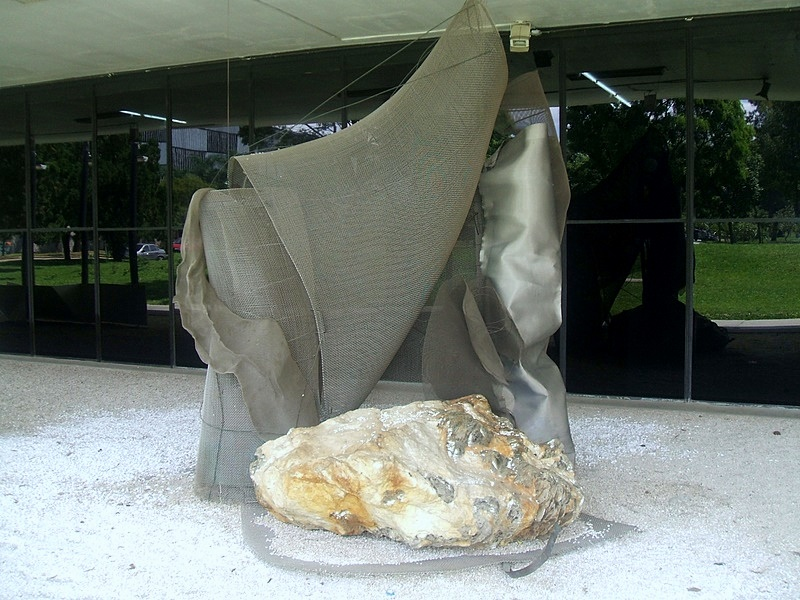
Iole de Freitas: Sem título, 1997. Museu de Arte Moderna de São Paulo.
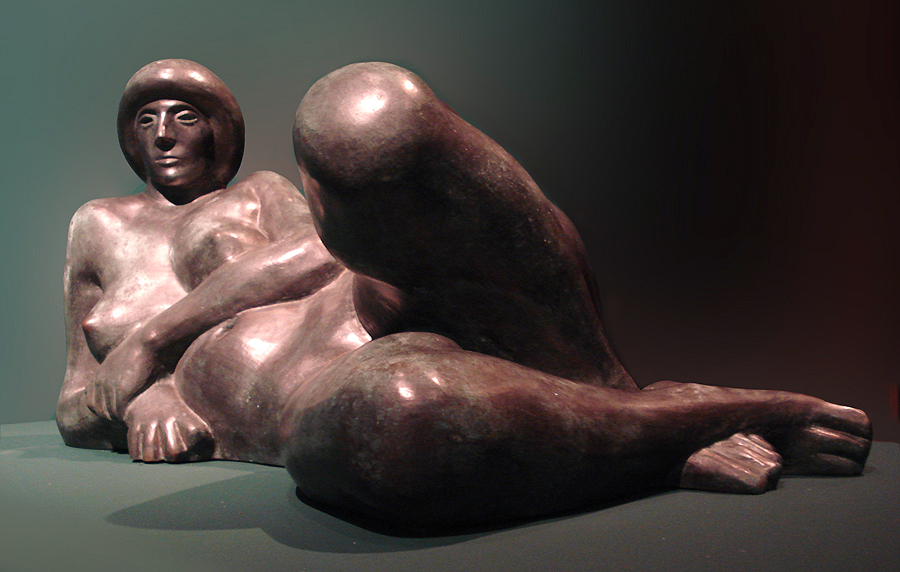
Vasco Prado: Modelo em repouso, 1999. Museu de Arte do Rio Grande do Sul.
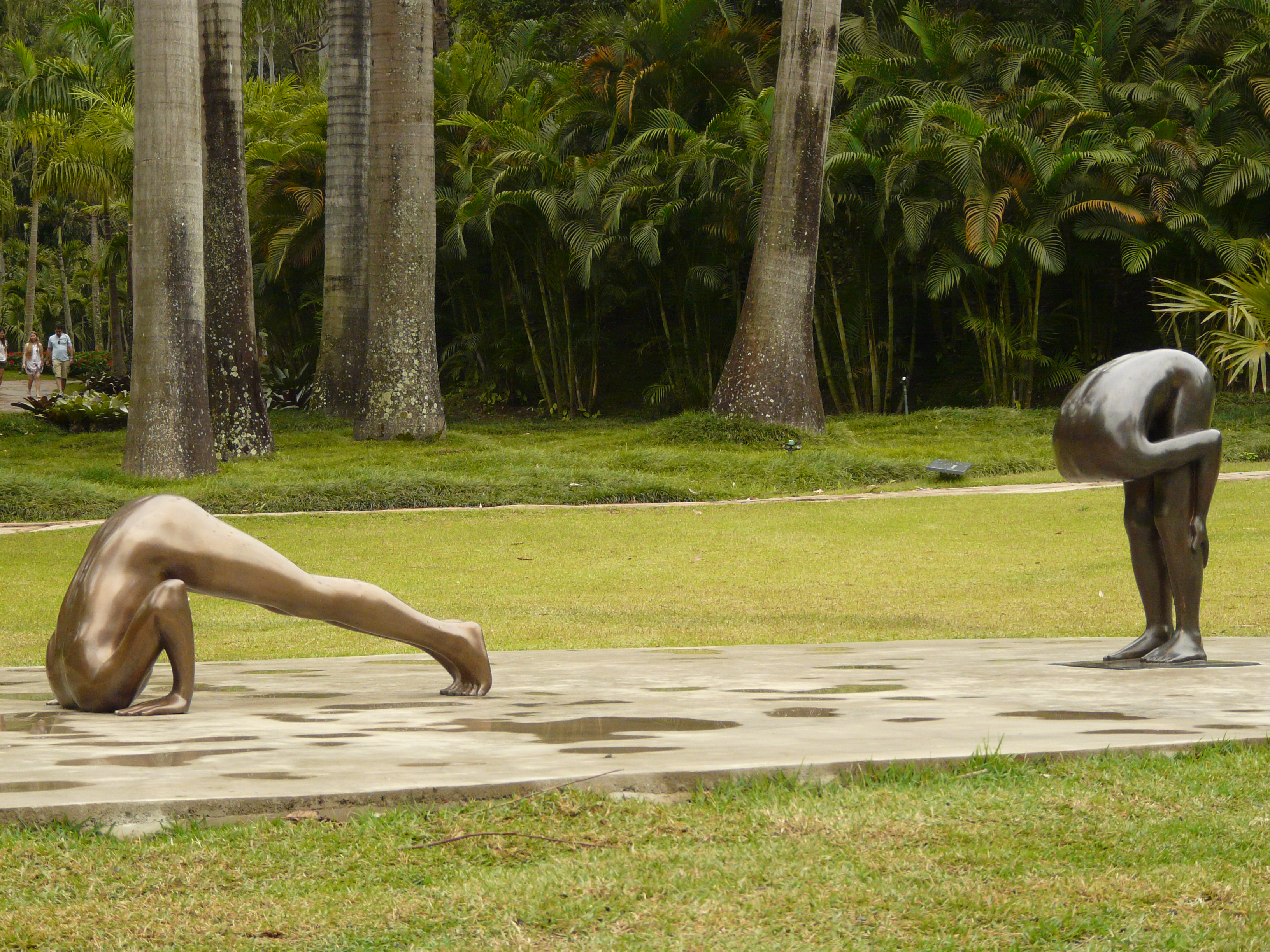
Edgard de Souza: Dor de Cabeça, 2001. Centro de Arte Contemporânea Inhotim.
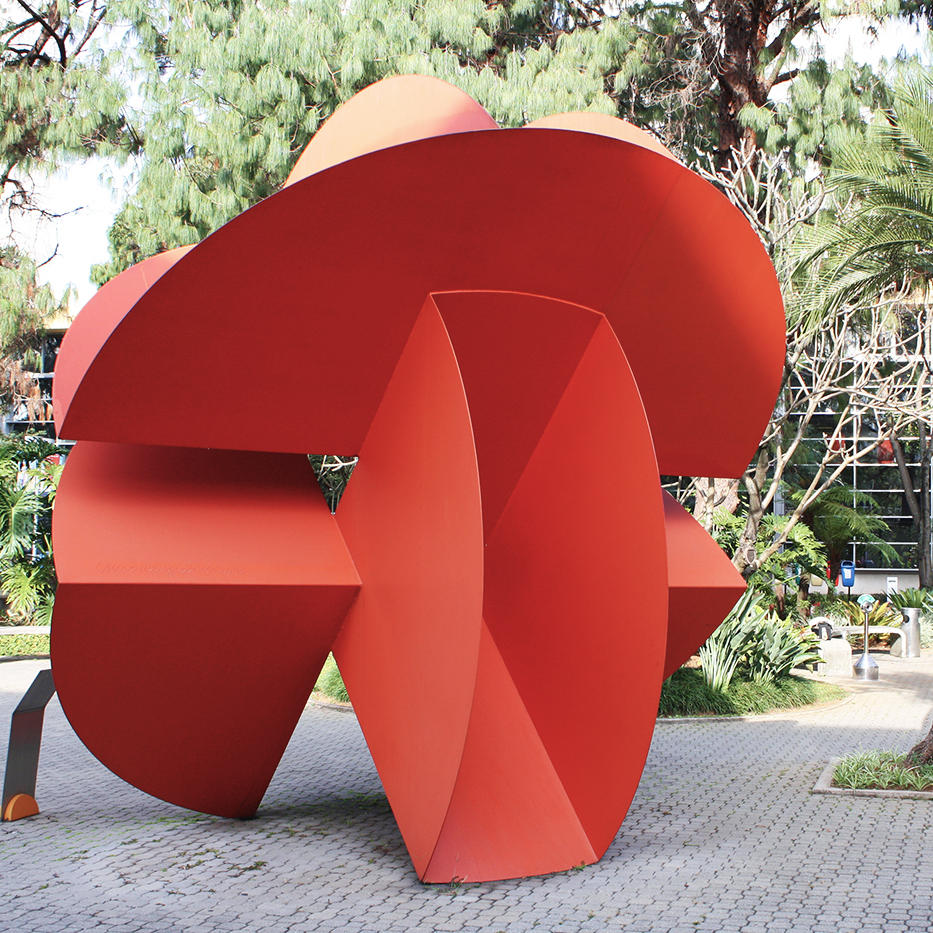
Chico Niedzielski: "Escultura Leitor", 2003, Universidade SENAC em São Paulo.

## Escultura popular
A escultura no Brasil não se limitou nem se limita às manifestações da grande arte oficial ou erudita. Desde os primeiros tempos existiram variadas expressões nascidas da gente do povo, inculta, longe das riquezas que patrocinaram a construção das grandes igrejas decoradas com luxo e dos prédios estatais grandiosos com suas estátuas monumentais. Já vimos que grande parte da estatuária barroca e neoclássica que chegou aos dias de hoje pertence a esta categoria, mas outros tipos escultura também são tradicionais na herança cultural popular brasileira: a carranca e o ex-voto.
As carrancas são grandes cabeças de animais, às vezes seres híbridos de animais e homens, colocadas na proa de barcos que trafegam há séculos os rios do Nordeste, ou são algumas vezes instaladas na entrada das casas populares. Em ambos os casos sua função é mágica e propiciatória, se destinam a afastar as forças maléficas e atrair as benfazejas. Sua existência é atestada desde a antiguidade em várias culturas do mundo, sempre com as mesmas funções e características. Mostravam sempre expressões furiosas, para que os imaginados monstros existentes nos ermos assim fossem afugentados. No caso do vale do rio São Francisco, onde este gênero foi mais comum, se julgava que sob seu leito vivia um grande monstro em forma de serpente, chamado de Minhocão, e os bancos de areia seriam habitados pelo Cão d'Água, e as carrancas com fauces escancaradas e dentes enormes deveriam ter o poder de intimidá-los. Nenhum barco ali navegava sem uma carranca protetora, e esta tradição só começou a desaparecer com a chegada dos navios a vapor e com a fundação de uma ermida às margens do rio dedicada ao Senhor Bom Jesus da Lapa, sendo que o último artesão a produzir carrancas ainda dentro do espírito tradicional foi Francisco Bicuíba de Lafuente Guarany, ativo até cerca de 1972. Atualmente o gênero conhece um renascimento, mas agora desprovido de conotações místicas e inserido no mercado de arte e decoração.
A outra categoria é o ex-voto, igualmente de origem arcaica, e presente desde tempos coloniais em todos os pontos do Brasil onde existe alguma devoção religiosa. São as esculturas de partes do corpo, ou representando algum objeto simbólico, depositadas em templos agradecendo alguma graça alcançada ou a cura daquele membro representado. Existem em todos os tamanhos e graus de refinamento, em cera, madeira ou outros materiais, e não são raros os exemplares esculpidos com perícia, sendo os mais antigos ou especialmente criativos conservados em muitos museus de arte. Grande número de igrejas preserva vastas coleções de ex-votos.
Numa outra esfera estão os objetos de classificação difícil, transitando entre a arte e o artesanato, encontrados em todo o território nacional, mas especialmente no Nordeste, que é riquíssimo em diversos tipos de escultura e estatuária popular. Desde os pequenos grupos em terracota representando os ofícios urbanos, os bonecões usados nos blocos carnavalescos do Nordeste, as figuras de animais, até grandes imagens sacras em madeira ou cimento, a multiplicidade de expressões torna difícil elencarmos todas. Mas não é possível passarmos sem a menção a alguns artífices que pela originalidade, força e beleza de suas criações deixaram o anonimato, que impera neste campo, e conquistaram reconhecimento não apenas regional, mas nacional e internacional, como Antônio Poteiro, Mestre Vitalino, Severina de Tracunhaém, Nhô Caboclo, Mestre Expedito, GTO e tantos outros.

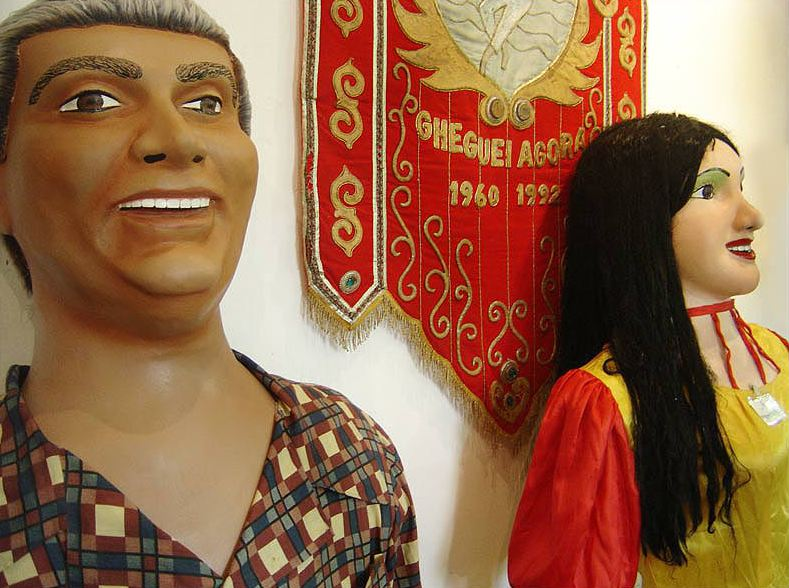
Bonecões de carnaval, Olinda
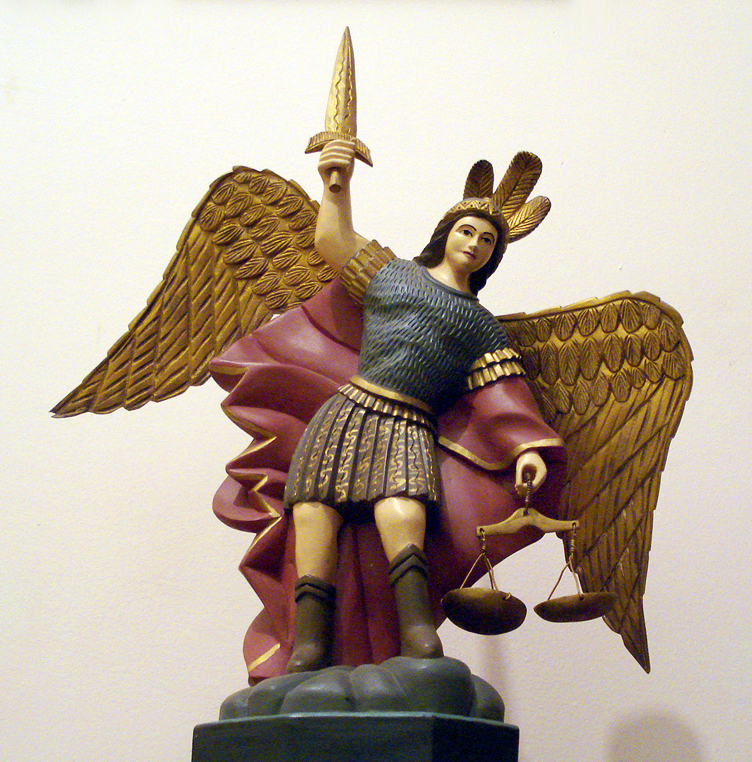
Autor anônimo: São Miguel, Olinda
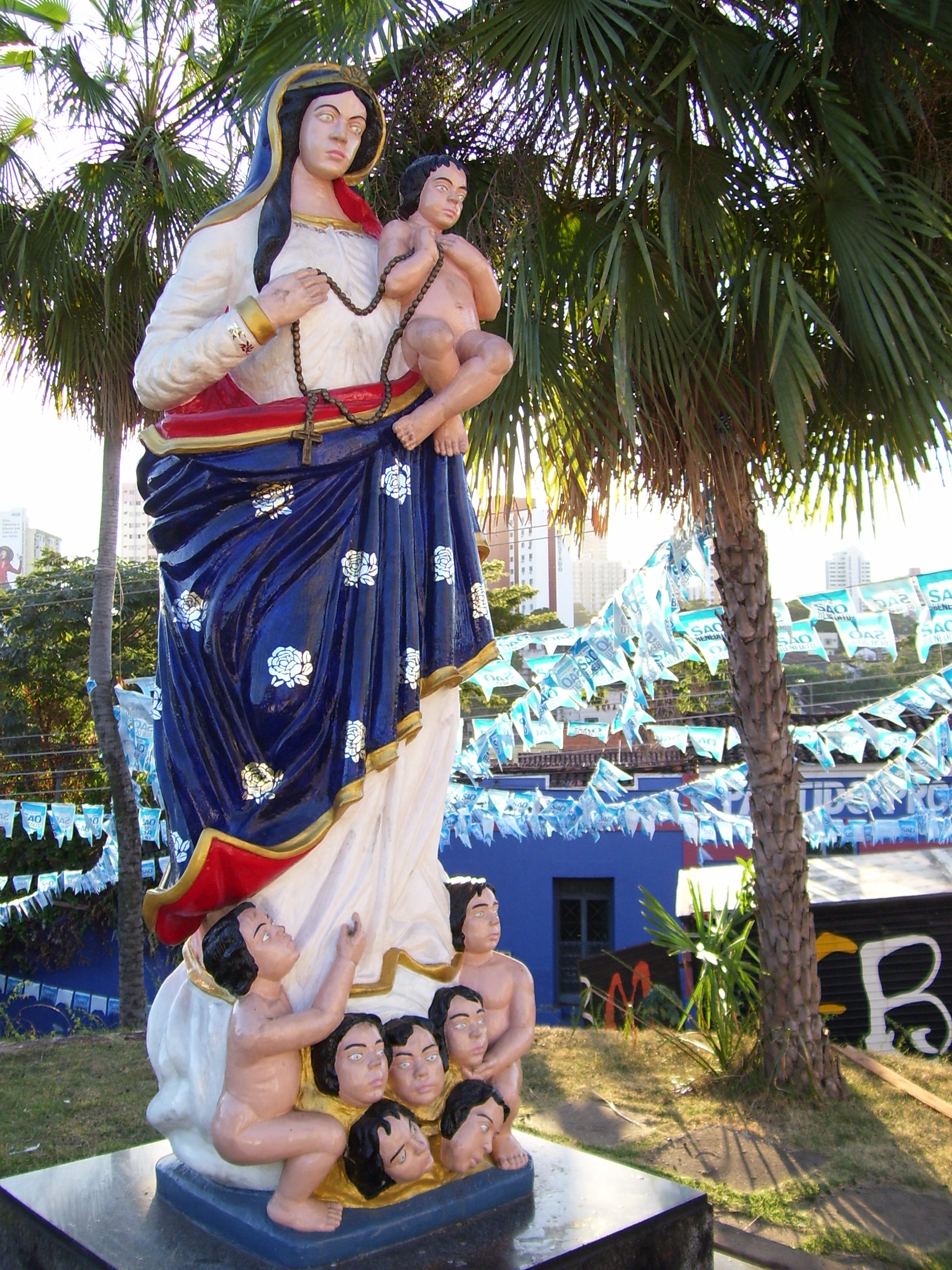
Nossa Senhora do Rosário, Cuiabá
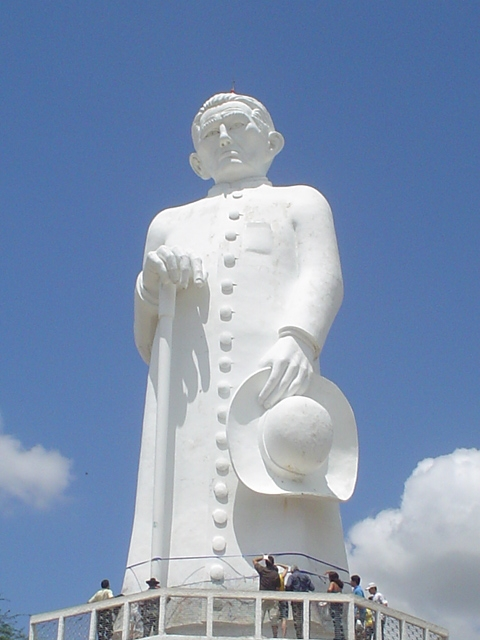
Estátua do Padre Cícero, Juazeiro do Norte
Autorretrato, Mestre Vitalino. Acervo Museu do Homem do Nordeste.